# Lloyd’s Reiseführer
Lloyd’s Reiseführer waren mit Illustrationen und Karten ausgestattete Reiseführer in deutscher und teilweise in englischer und französischer Sprache, die von 1854 bis 1881 zunächst jeweils als „Reisehandbuch“ in „Lloyd’s illustrirte Reisebibliothek“ von der Literarisch-Artistischen-Abtheilung des Österreichischen Lloyd, später von der Literarisch-Artistische[n] Anstalt (Julius Ohswaldt.), sowie in den Jahren 1901 und 1902 als „Officielles Reisehandbuch der Dampfschiffahrtsgesellschaft des Österreichischen Lloyd“, hier auch in italienischer Sprache, verlegt wurden.

## Lloyd’s illustrirte Reisebibliothek

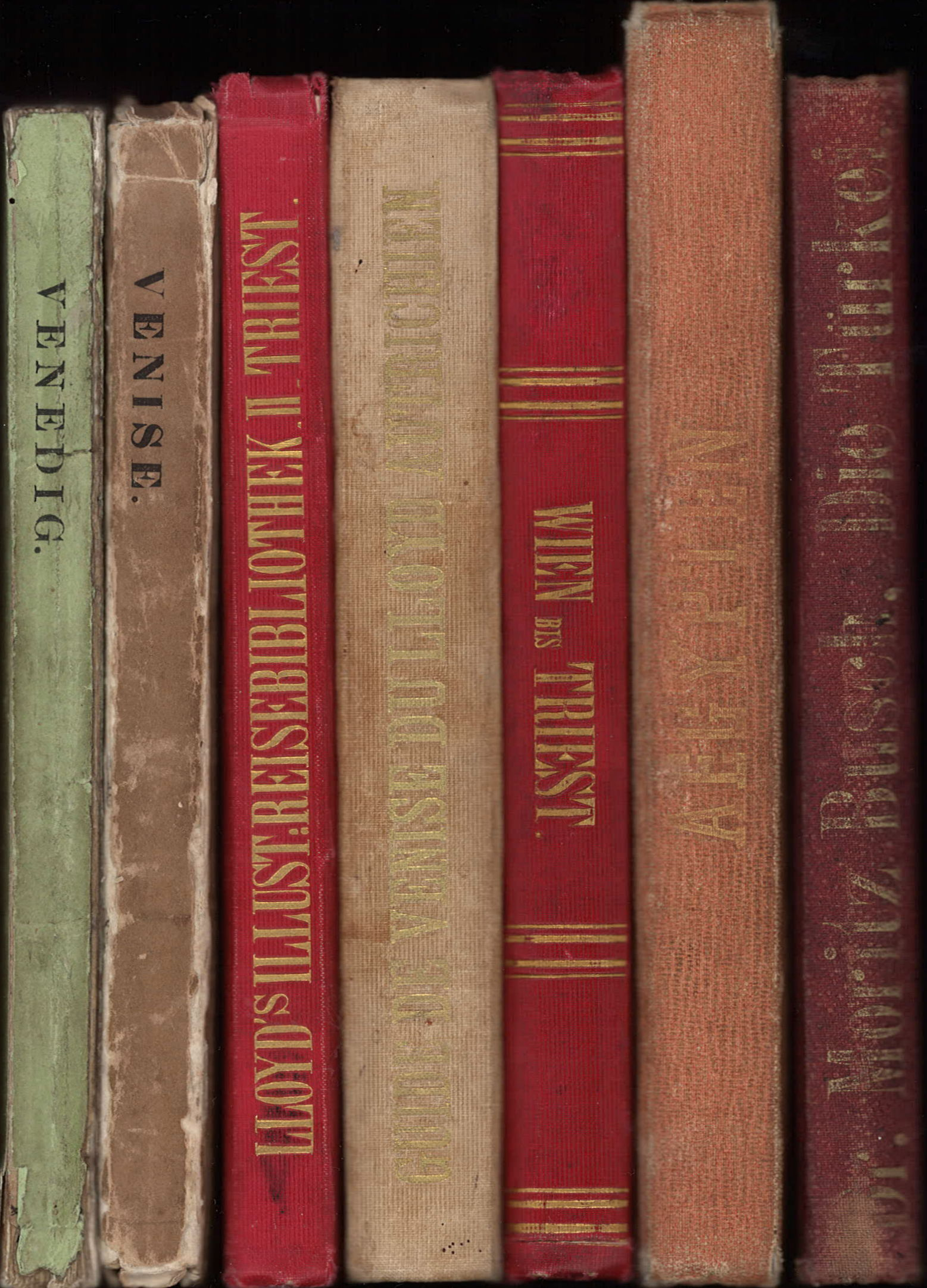
Varianten der Buchrücken von Lloyd’s illustrirte(r) Reisebibliothek, Broschur, Pappband und Calikoeinbände

Vor allem durch den raschen Ausbau des Eisenbahnnetzes in Mitteleuropa nahm ab Mitte des 19. Jahrhunderts das Reiseinteresse des wirtschaftlich aufstrebenden Bürgertums in allen entwickelten Ländern Europas stark zu. Damit ging ein rasch wachsender Bedarf an handlichen Reiseführern, in denen die zur Reisedurchführung erforderlichen Informationen in knapper Form zusammengestellt sind, einher. Um diesen zu befriedigen, legten in Deutschland vor allem Karl Baedeker und das Bibliographische Institut mit Meyers Reisebüchern, in England John Murray und in Frankreich Adolphe Joanne Reisebücher-Reihen auf, die sich bald wachsender Beliebtheit erfreuten. Im Kaiserreich Österreich griff diesen Trend u. a. der Österreichische Lloyd auf, der seinen Sitz in der Adriastadt Triest, Österreichs Tor zum Meer, hatte. Gerade die Adria und die Mittelmeerregion erfreuten sich bei der wohlhabenderen Bevölkerung des österreichischen Binnenlandes im 19. Jahrhundert einer wachsenden Beliebtheit als Reiseziel, waren sie doch per Eisenbahn und Schiff ab Sommer 1857 direkt erreichbar geworden. Doch bereits im Jahre 1852 hatte die für die Verlagstätigkeit des Österreichischen Lloyd 1849 gegründete 3. Sektion begonnen, mit aufwendigen Illustrationen ausgestattete Reiseführer zu publizieren; dabei war der erste Band dem Ort des Unternehmenssitzes Triest gewidmet. Sie trugen ab 1854 den Untertitel „Reisehandbuch“.
Die mit römischen Ziffern von I bis VIII nummerierten neun Reiseführer – Band VII wies zwei Unternummern auf – wurden zumeist in der Buchdruckerei des Österreichischen Lloyd gedruckt und kosteten laut den in den Bänden häufig angegebenen Preislisten zwischen 80 Neukreuzer oder 16 Silbergroschen (Adelsberger Grotte) und 3 Gulden oder 2 Talern (Bände der Orientreihe). Die Caliko-Einbände sind – möglicherweise unter Rückgriff auf die schon etwas früher angebotenen Murray’s und Baedeker – in einer dunkelroten Farbe gehalten, kommen bei der Orient-Reihe aber auch in hellrosa und lila sowie – abweichend vom Grundfarbton – sogar dunkelgrüner Farbe vor. Sie tragen den mit Biedermeierornamenten verzierten Namen des beschriebenen Reisegebiets oder der Stadt in goldfarbener Schrift auf dem Vorderdeckel. Bei den Orient-Bänden kommen auch zusätzlich zum Titel Biedermeier-Verzierungen auf den Buchdeckeln vor.
Der Buchrücken variiert in seiner Gestaltung sehr stark, wie die nebenstende Abbildung deutlich zeigt. Teilweise trägt er den Reihennahmen (Triest, Venise), zumeist nur den abgekürzten Bandnamen (Venedig, Wien bis Triest). Mitunter ist sogar der Autorenname angegeben (Die Türkei). Die Erstauflage von Venedig (1854) kommt auch in einem Broschureinband vor, und der Band Adelsberg und seine Grotten wurde entsprechend den Angebotslisten in den anderen Bänden wohl ausschließlich so ausgeliefert. In einem Pappband wurden „Triest“ (1852) sowie „Venedig“ (1854) – hier neben der Broschur – und „Venise“ (1855), sämtlich Erstauflagen der Titel, ausgeliefert.

Auch die Buchdeckel zeigen bei den Leineneinbänden insgesamt und sogar innerhalb der einzelnen Auflagen bei den einzelnen Ausgaben vielfältige Gestaltungsvarianten. Bei letztgenannten ist dies ein Zeichen dafür, dass sich der Verkauf einer Auflage über einen längeren Zeitraum hingezogen hat, sie also in mehreren Binderaten abgesetzt worden ist.
Inhaltlich gliedern sich die Bände in der Regel in einen historisch-geographischen Abriss, die Beschreibung der Hauptsehenswürdigkeiten und praktische Hinweise zum Reisegebiet, wie Unterkünfte, die Währung nebst Umtauschverhältnissen und Verkehrsmittel.

### Städte- und Ortsbände

#### Ausstattung

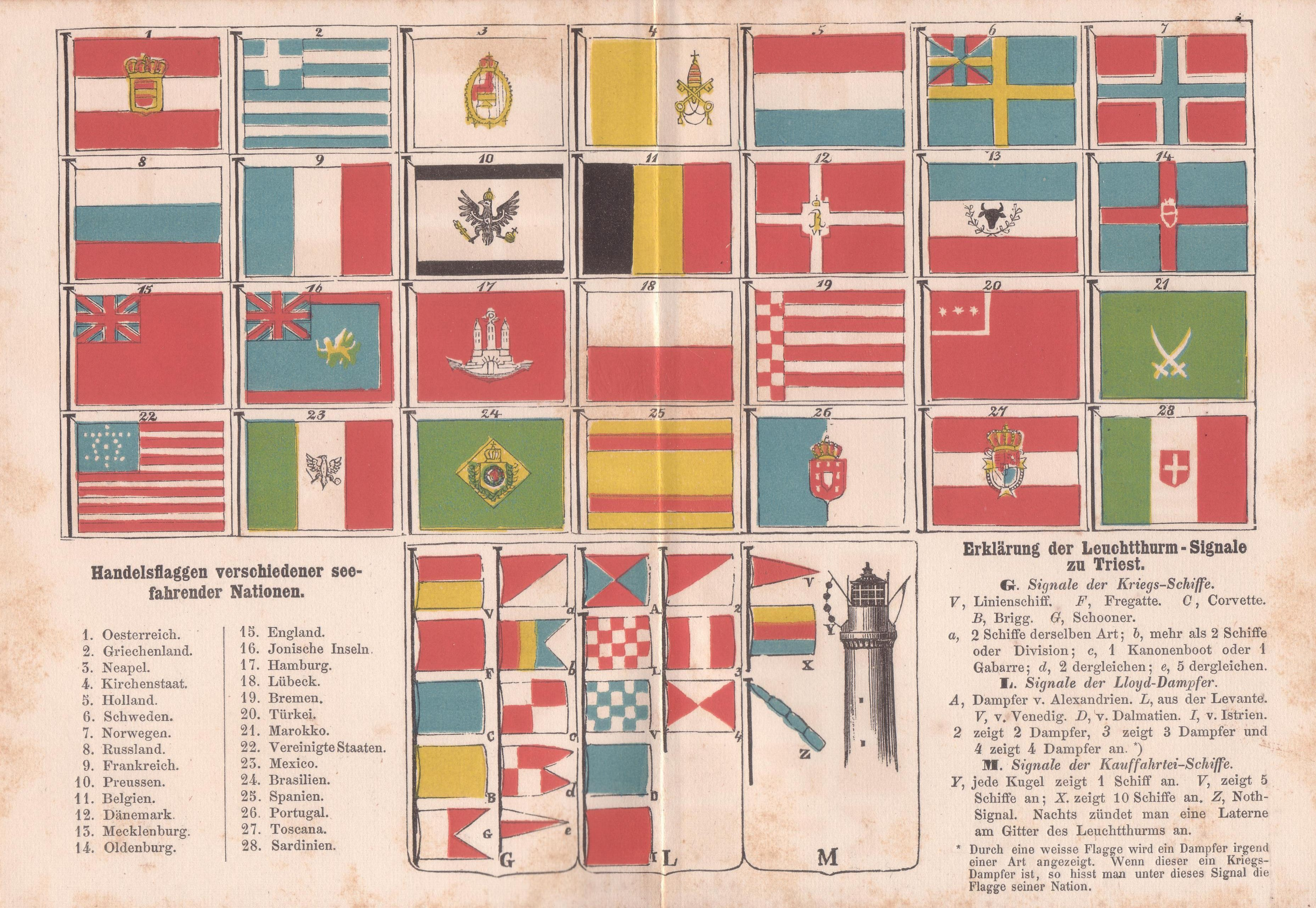
Lloyd’s Triest (1857), „Handelsflaggen verschiedener seefahrender Nationen“ und „Erläuterungen der Leuchtthurm-Signale zu Triest“

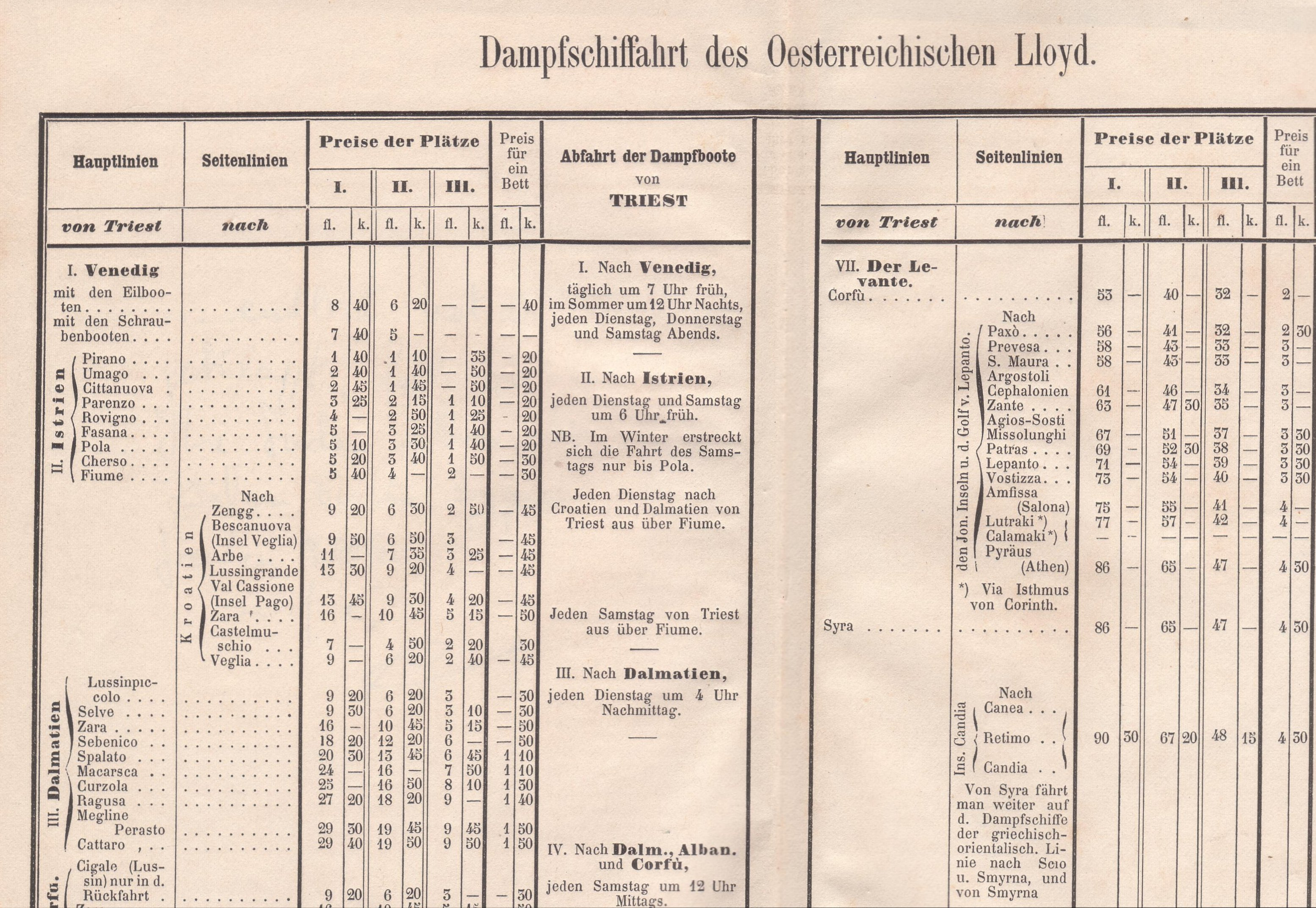
Lloyd’s Triest (1857), „Plan der Dampfschiffahrt“ (Ausschnitt)

Die behandelten Orte wurden topographisch durch Stadtpläne im Stahlstich (Venedig) bzw. als Lithographie (Triest) sowie Umgebungskarten erschlossen. Im Gegensatz zu den in Deutschland schon damals verbreiteten Baedekern, bei denen zumeist auf Illustrationen verzichtet worden war, wurden in den Lloyd-Reiseführern die wichtigsten Sehenswürdigkeiten mit aufwändigen Stahlstichen abgebildet. Teilweise illustrierten zusätzliche Holzstiche die Beschreibungen direkt im Text. Daneben wurden z. B. den Ausgaben von Triest eine handkolorierte Flaggentafel und ein Plan „Dampfschiffahrt des Österreichischen Lloyd“ – der 2. Auflage zusätzlich ein Eisenbahnfahrplan und ein Grundriss vom neuen Lloydarsenal – sowie dem Band Adelsberg ein Grottenplan und eine Eisenbahnkarte beigegeben. Beim Triest-Band tragen die beiden Erstausgaben einen Titelholzschnitt mit der Abbildung der Piazza della Borsa.

#### Triest

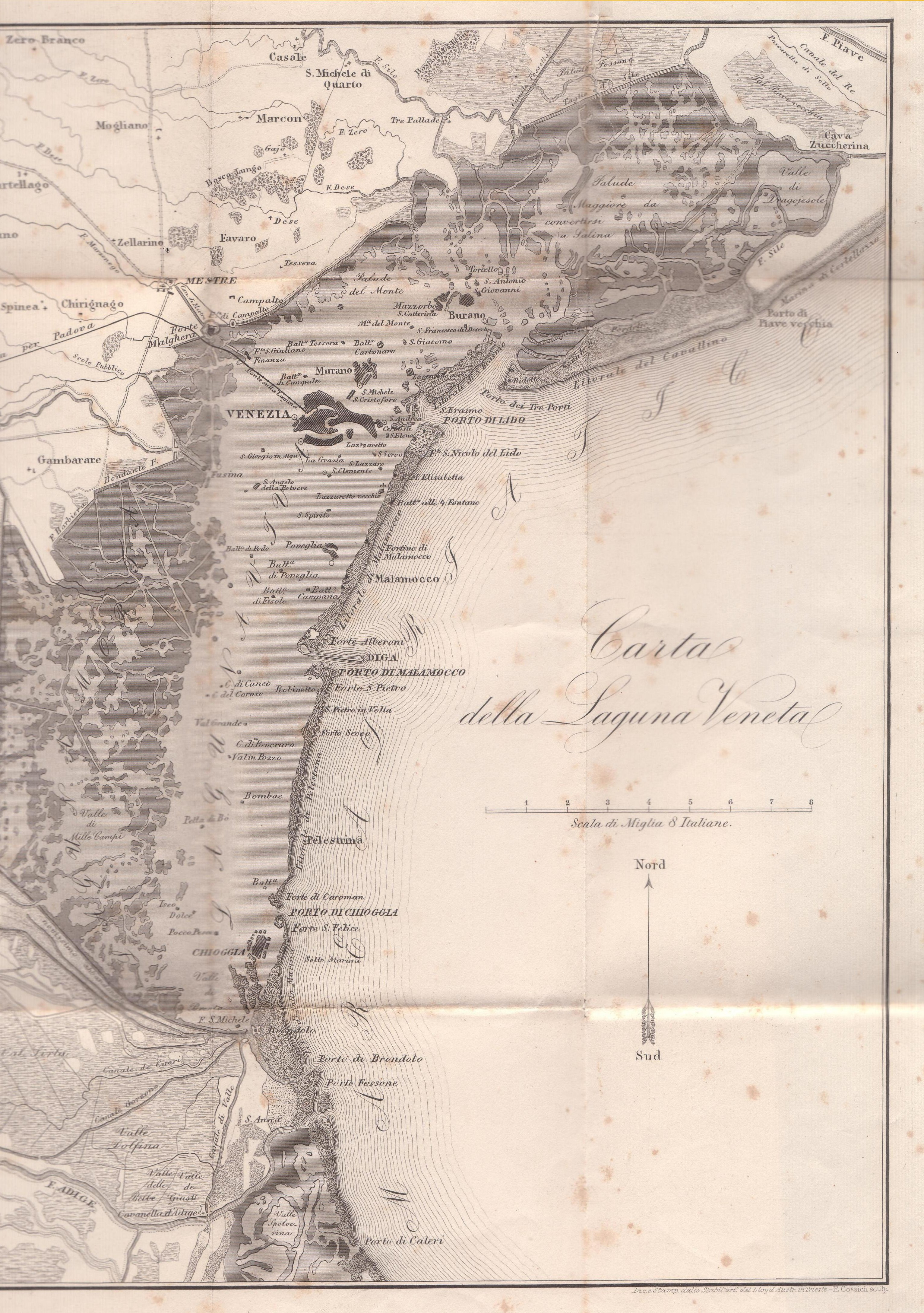
Lloyd’s Reisehandbuch Venedig (1862), Karte der Lagune

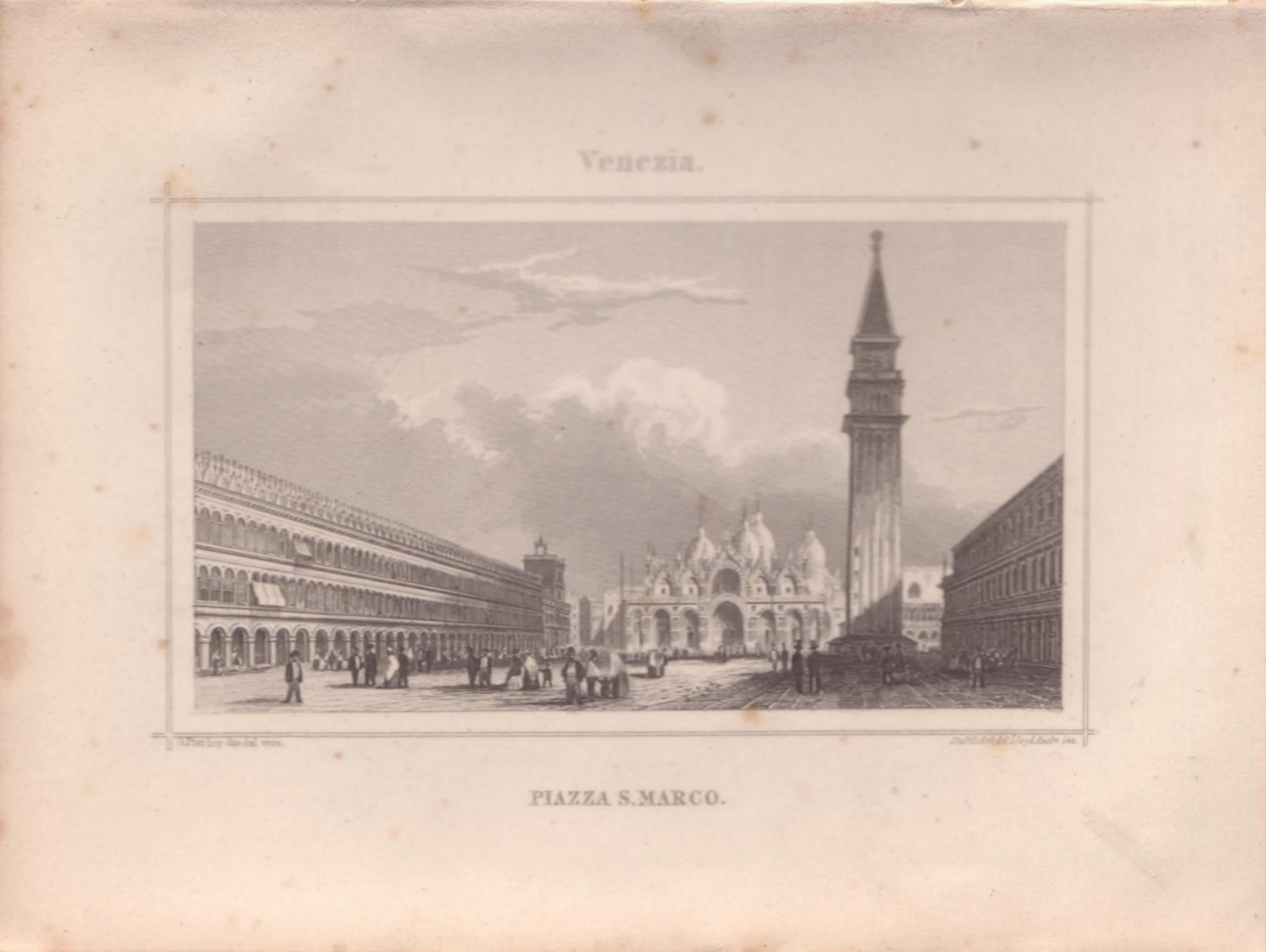
Lloyd’s Venedig (1862), Stahlstich Piazza San Marco von Giovanni Pividor (1816–1872)

Die erste Ausgabe für das europäische Gebiet, der Band Triest und seine Umgebungen. Ein Wegweiser für Fremde und Einheimische, erschien bereits 1852 ohne Autorenangabe, aber wohl noch außerhalb der Reihe „Illustrirte Reisebibliothek“. Dies lässt sich ablesen an der Gestaltung des aus Pappe hergestellten Einbands mit einer Abbildung des Kenotaphs von Johann Joachim Winckelmann in Triest und des Titelblatts, auf dem der Börsenplatz (Piazza della Borsa) mit der Leopoldsäule abgebildet ist. Diese war in Erinnerung an den 1660 erfolgten Besuch Kaiser Leopolds I. von Stadt und Litorale errichtet worden. Die 1857 folgende 2. Auflage trug dann den Titel Triest. Historisch-topographisches Reisehandbuch für die Besucher dieser Stadt und ihrer Umgebungen und folgte nun der Reihenausstattung, erhielt aber nur die Gesamtbandnummer II, obwohl die Erstauflage des Bandes für Venedig, erst 1854, also später als Triest, verlegt worden war.

Neben den Ausführungen zu Triests Geographie, Geschichte, Lebensart und Sehenswürdigkeiten sowie seinen Behörden und Institutionen wurden skizzenhaft viele Orte in der Umgebung Triests beschrieben. Nur gestreift wird u. a. das 1857 noch im Bau befindliche Schloss Miramare ebenso der Gestütsort Lipizza, Triests Vorort Opichina oder der Bischofssitz Parenzo. Ausführlichere Würdigungen erhielten u. a. Schloß Duino, wo der Dichter Rilke über ein halbes Jahrhundert später die ersten drei seiner berühmten Duineser Elegien verfassen sollte, das am weltgrößten Sickersee belegene Zirkniz, die Grottengemeinde Adelsberg – sie erhielt dann 1861 einen eigenen Reiseführer des Lloyd (s. u.) –, die Höhlenburg Lueg und der istrische Küstenort Pola, der mit einem römischen Amphitheater aufwarten konnte.

#### Venedig
Nach der Erstauflage des Bandes Historisch-topographisches-artistisches Reisehandbuch für die Besucher der Lagunenstadt (Gesamtband I) von 1854 – wie bei „Triest“ noch ohne Reihenhinweis – gab es für Venedig nun in Reihenausstattung 1857 und 1862 erweiterte Folgeauflagen, in denen der Maler und Kunstschriftsteller Friedrich Pecht den kunstgeschichtlichen Teil redigiert und ergänzt hatte; außer Friedrich Pecht ist bei keiner Auflage dieses Bands für den Inhalt eine Autorenangabe gemacht worden.

Erst bei der letzten Auflage wurde dem Reisenden eine zusätzliche, ausfaltbare Karte der Lagune von Porto Caleri (S), wo sich heute ein botanischer Garten erstreckt, bis Porto di Piave vecchia (N) – seit 1846 ein Leuchtturmort –, an die Hand gegeben.
Die in der ersten Auflage dem Textteil noch vollständig vorangestellten 12 Stahlstiche der Sehenswürdigkeiten der Stadt von Giovanni Pividor sind in den Folgeauflagen den jeweiligen Beschreibungen zugeordnet worden. Ein Stahlstich verblieb jedoch jeweils als Frontispiz.

In der dritten Auflage änderte sich die Textanordnung: der bisher auf die 1. Abteilung (Geographisches, Historisches, Kulturgeschichtliches und Kunstgeschichtliches) folgende Textteil „Der Fremde in Venedig“ rückte nun an das Buchende nach der Beschreibung der einzelnen Orte und Sehenswürdigkeiten Venedigs. Bei einer Binderate der dritten Auflage wurde der Stahlstich der Piazetta doppelt eingebunden, dafür fehlt die Piazza.

#### Adelsberg
Den beiden vorgenannten Bänden für größere Städte folgte 1861 als abschließender Gesamtband VIII der „Illustrirten Reisebibliothek“ der von Peter von Radics für seinen Geburtsort verfasste Führer Adelsberg und seine Grotten. Eine historisch-topographische Schilderung des Ortes, seiner Grotten und der nächsten, in seiner Umgebung befindl. Sehenswürdigkeiten. Die Aufnahme der vergleichsweise kleinen Stadt Adelsberg in die Reihe war ihren berühmten Tropfsteinhöhlen geschuldet, die 10 Jahre zuvor, am 11. März 1851, auch durch das Kaiserpaar Franz Joseph I. und Elisabeth besucht worden waren, zumal der Ort seit 1857 eine Bahnstation an der Karstbahn von Laibach nach Triest (Gesamtstrecke: Wien – Triest) erhalten hatte und damit für Besucher sehr gut erreichbar war. Die Vorlagen für die im Bändchen enthaltenen drei Stahlstiche, u. a. eine Ansicht des im Zweiten Weltkrieg zerstörten Viadukts von Franzdorf (heute: Borovnica in Slowenien), schuf Chapuy.

Radics liefert mit dem Bändchen auch eine ausführliche Beschreibung des Orts und seiner bis auf die Römerzeit zurückgehenden Geschichte. Für die Grotte selbst stellt er einen Plan zur Erwanderung bereit, ebenso wie eine ausführliche Literaturliste und einen Auszug aus den sog. Grottenstammbüchern, in denen mehr oder weniger illustre Besucher verzeichnet sind. Hier finden sich neben dem Kaiserpaar und vielen Angehörigen des Hochadels vor allem auch viele Wissenschaftler und Künstler der ersten Hälfte des 19. Jahrhunderts, wie der Stenograph Gabelsberger, der Hygieniker Max von Pettenkofer, der Maler Waldmüller, der Arzt und Botaniker Hugo von Mohl oder der Pädagoge Adolph Diesterweg. Nach einer kurzen Aufstellung zur Flora (A. Pokorny) und Fauna (I. Rudolph Schiner) der Grotte schließt der Autor die Broschüre mit Skizzen zu Orten der Umgebung Adelsberg, die in der Nähe von Bahnstationen der Südbahn (Franzensdorf, Loitsch oder Prestranek) liegen.

#### Französische Ausgaben
Von den Ausgaben für Venedig und Triest legte der Lloyd auch Übersetzungen ins Französische auf, die jedoch keinen Reihenhinweis enthielten.
 Venise erschien erstmals 1855. Ein Korrekturzettel wies auf die zeitgleich zum Erscheinen des Bandes vorgenommene Neuhängung der Gemälde in der Accademia hin, die die Beschreibung im Führer teilweise überholt sein ließ. In der zunächst nur textlich erweiterten und neu gegliederten Ausgabe von 1861 fanden einige Museen, wie das Städtische Museum, und die Spaziergänge durch die Stadt, wie der über die Riva degli Schiavoni, ausführlichere Beschreibungen. Eine spätere Binderate enthielt auch eine Karte der Lagune, die seit der dritten deutschsprachigen Auflage zur Verfügung stand.

Der Band Trieste von 1853 schien die Nachfrage zu befriedigen; eine Neuauflage gab es hier nicht.

#### Zusammenfassende Tabelle der Ausgaben

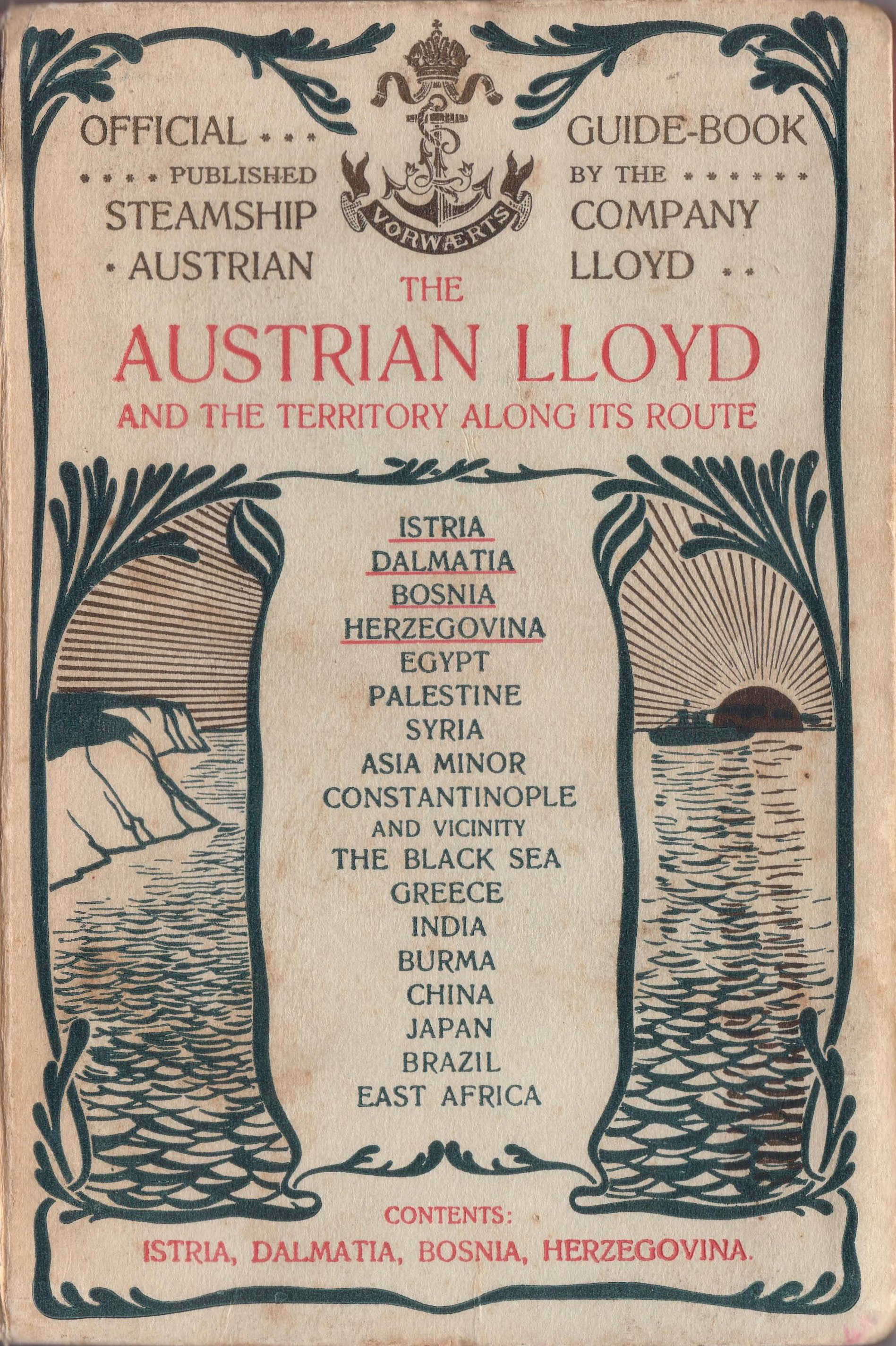
Official Guidebook I: Istria, Dalmatia, Herzegovina and Bosnia (1901)

Alle Titel wurden in der Druckerei des Österreichischen Lloyd in Triest gedruckt.
| Reihen- nummer | Titel | Auflage Jahr | Seiten Vorwort | Einbände          | Stahlstich- ansichten Karten/Pläne                                                                               | Bild | Online- Text (Link)                    |
| I.             | Venedig. Historisch-topographisch-artistisches Reisehandbuch für die Besucher der Lagunenstadt                                                                   | 1. 1854      | 194 VIII       | Broschur Pappband | 12 Stadtplan |      | MDZ-Digitalisat                        |
| I.             | Venedig. Historisch-topographisch-artistisches Reisehandbuch für die Besucher der Lagunenstadt                                                                   | 2. 1857      | 206 VIII       | Leinen            | 12 Stadtplan |      | MDZ-Digitalisat                        |
| I.             | Venedig. Historisch-topographisch-artistisches Reisehandbuch für die Besucher der Lagunenstadt                                                                   | 3. 1862      | 208 VIII       | Leinen            | 12 Stadtplan Lagunenkarte                                                                                        |      | ÖNB-Digitalisat                        |
| ohne           | Triest und seine Umgebungen. Ein Wegweiser für Fremde und Einheimische                                                                                           | 1. 1852      | 98 VI          | Pappband          | 7 Triest Umgebung von Triest Östl. Mittelmeer Flaggenplan Lloydarsenal Schiffsfahrplan (ÖL)                      |      | Hathitrust-Digitalisat ÖNB-Digitalisat |
| II.            | Triest. Historisch-topographisches Reisehandbuch für die Besucher dieser Stadt und ihrer Umgebungen                                                              | 2. 1857      | 112 VI         | Leinen            | 8 Triest Triest u. Istrien Östl. Mittelmeer Flaggenplan Lloydarsenal Bahnfahrplan (Südbahn) Schiffsfahrplan (ÖL) |      |                                        |
| VIII.          | Adelsberg und seine Grotten. Eine topographisch-historische Schilderung des Ortes, der Grotten und der nächsten, in der Umgegend befindlichen Sehenswürdigkeiten | 1861         | 61 IX          | Broschur          | 3 Grottenplan Eisenbahnkarte von Laibach bis Triest                                                              |      | DBS-Digitalisat                        |
| ohne           | Venise Guide historique-topographique et artistique | 1. 1855      | 192 VIII       | Pappband          | 12 Stadtplan |      |                                        |
| ohne           | Venise Guide historique-topographique et artistique | 2. 1861      | 287 VIII       | Leinen            | 12 Stadtplan |      | ÖNB-Digitalisat                        |
| ohne           | Venise Guide historique-topographique et artistique | 2. 1861      | 287 VIII       | Leinen            | 12 Stadtplan Lagunenkarte                                                                                        |      |                                        |
| ohne           | Trieste et ses environs Guide contenant les renseignements les plus intéressants puisés aux meilleures sources, à l’usage des étrangers et des indigènes         | 1853         | 152 VI         | Pappband          | 7 Triest Umgebung von Triest Östl. Mittelmeer Flaggenplan Schiffsliste des ÖL Schiffsfahrplan (ÖL)               |      | ÖNB-Digitalisat                        |

### Führer für Eisenbahnstrecken

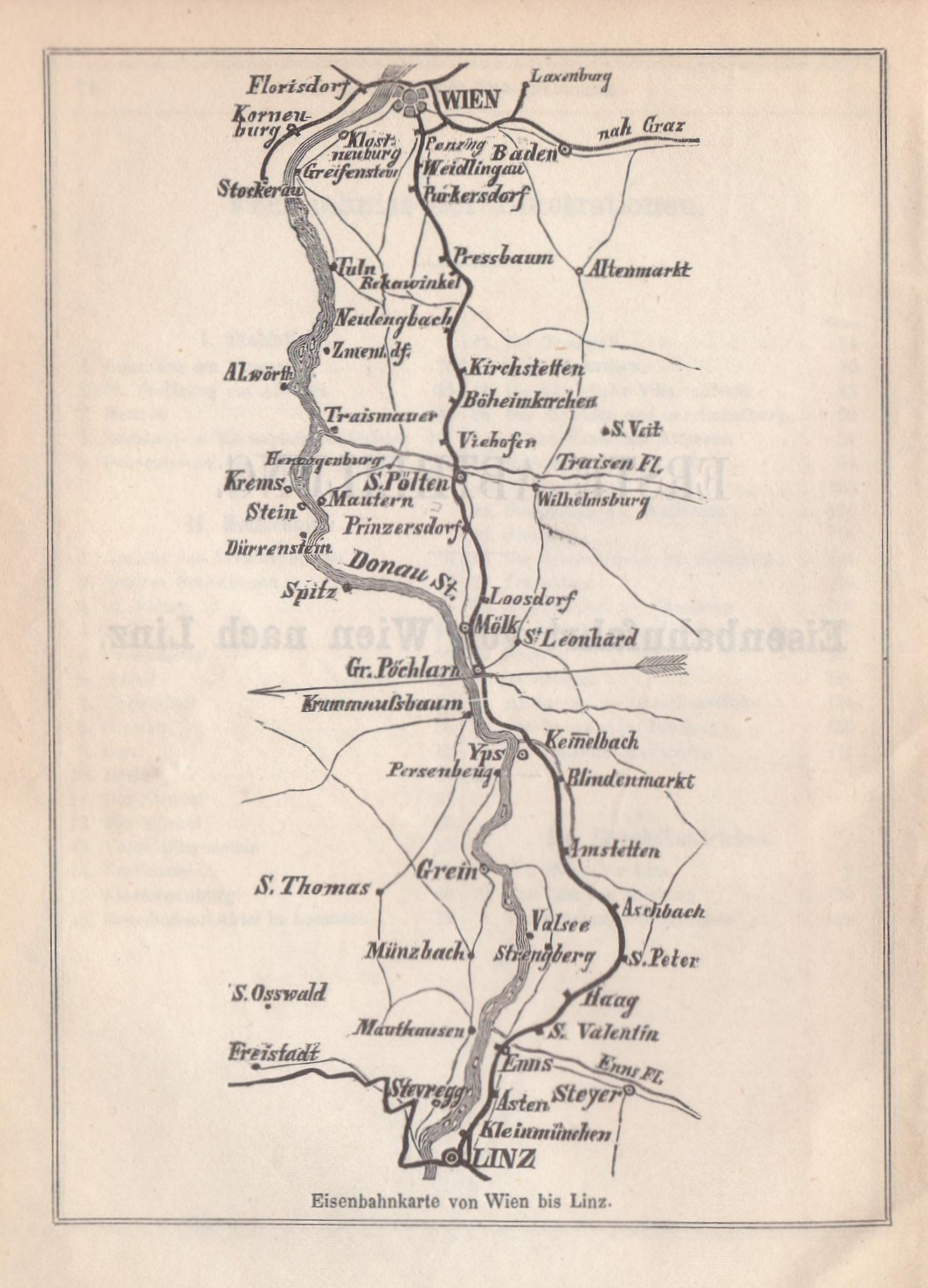
Eisenbahnkarte „Wien-Linz“ (Kaiserin Elisabeth-Westbahn) aus: Lloyd’s Reiseführer Von Wien bis München, Triest 1861

Eine aus drei Bänden bestehende Reihe von Reisehandbüchern, die österreichischen Eisenbahnstrecken mit dem Ausgangspunkt Wien, der Hauptstadt Österreichs, gewidmet waren, begann 1856. Hier wurden Landschaftsbilder und Sehenswürdigkeiten im unmittelbaren Umfeld der Bahnstrecken und -stationen beschrieben und mit Abbildungen ergänzt. Den Reisenden wurden neben aktuellen Tarif- und Fahrplaninformationen auch Grundzüge der Entwicklung des Eisenbahnwesens und der behandelten Strecken vermittelt sowie Anschlusszeiten für Omnibusse und Dampfschiffe benannt, sodass eine sichere Reiseplanung möglich war. Die den Eisenbahnlinien gewidmeten Bände enthielten teilweise mehrere, auf gesonderten Tafeln eingebundene Stahlstiche, stets aber den Text auflockernde Holzschnitte sowie eine oder mehrere Routenkarten der Eisenbahnstrecken sowie gesonderte Fahrpläne mit Tarifangaben.

#### Von Wien nach Triest
Erster Band war nach der Eröffnung der Südbahnlinie von Wien nach Triest über den Semmering am 28. Juli 1857 August Mandls Von Wien nach Triest, nebst den Fahrten von Bodenbach, Linz, Pesth nach Wien und von Triest nach Venedig. Reisehandbuch für alle Stationen der K. K. Priv. Südbahn von 1858 (Gesamtband IV). Diesem Band war hinten eine große ausfaltbare Streckenkarte der Südbahn von Wien bis Triest beigeheftet, deren Benutzung unterwegs allerdings äußerst unhandlich war.
1860 erschien eine erweiterte Folgeauflage, die auch die Anreise von Olmütz und Krakau beschrieb, und eine dritte Auflage als Nachdruck ohne inhaltliche Veränderungen mit den Jahreszahlen 1865 und 1868 (Neudruck?). Anstelle der Gesamtstreckenkarte der Südbahn der Erstauflage wurden nun den einzelnen Streckenabschnitten Teilkärtchen im normalen Buchformat vorangestellt. Weiter werden bei diesem Titel nun in einem knapp 30-seitigen Anhang „Venedig“ die Überfahrt per Schiff von Triest nach Venedig geschildert sowie eine kurze Beschreibung der Geschichte und der wesentlichen Sehenswürdigkeiten der Lagunenstadt geboten. Abschließend kommt Graf von Platen mit seinen Sonetten „Venedig“ von 1825 zu Wort.

#### Von Wien bis Linz

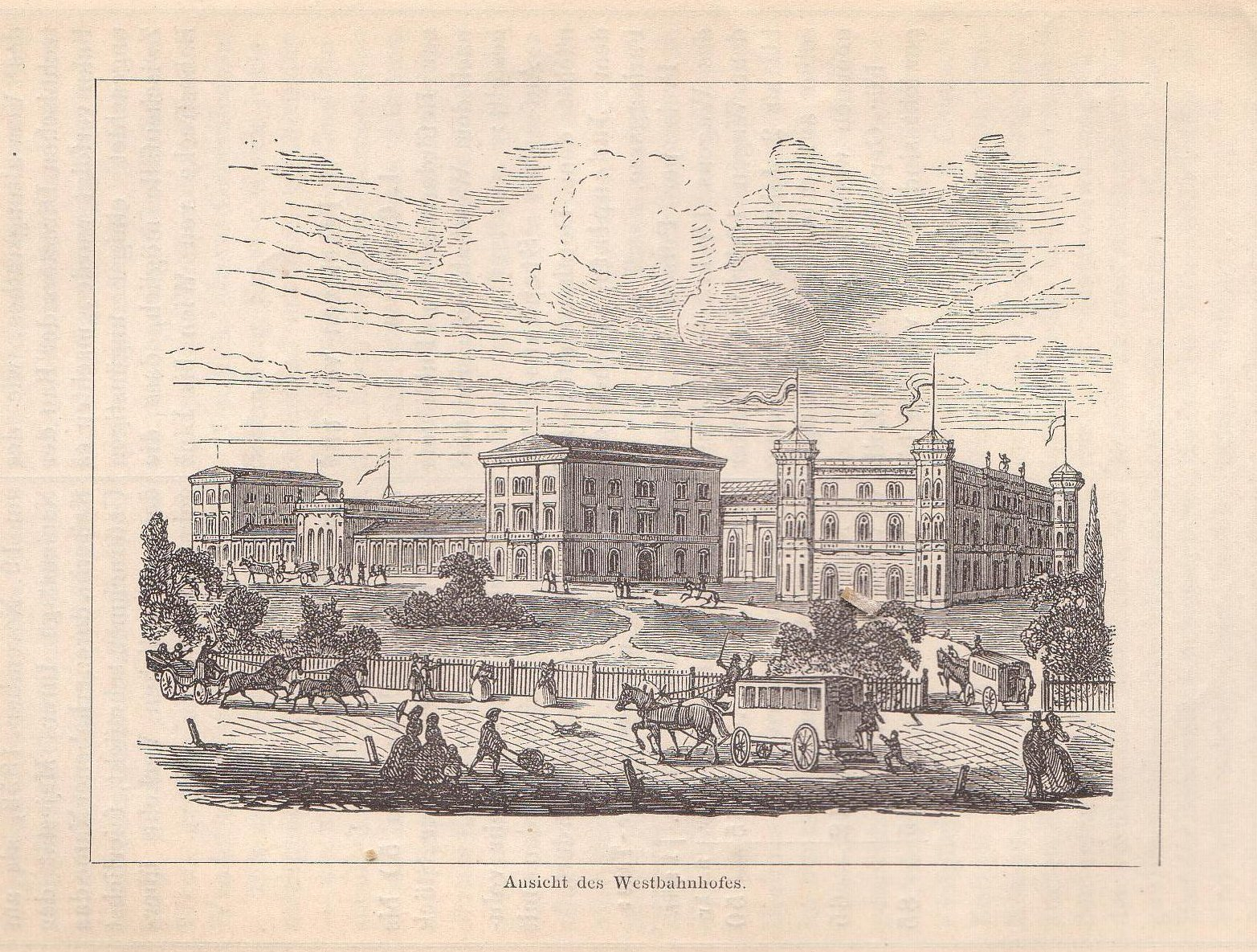
Wiener Westbahnhof aus: Lloyd’s Reiseführer Von Wien bis München, Triest 1861

1859 folgte der mit 15 Holzstichen und einer Eisenbahnkarte ausgestattete Band Von Wien bis Linz. Reisehandbuch für alle Stationen der Kaiserin Elisabeth-Westbahn von Linz nach Wien nebst Donaufahrt von Linz bis Wien (Gesamtband VII.1). Auf 76 Seiten nebst VIII Seiten für Titel und Inhaltsverzeichnis beschreibt der Band die Sehenswürdigkeiten aller Bahnstationen entlang der am 15. Dezember 1858 eröffneten Teilstrecke, die über St. Pölten, Melk – im Buch noch „Mölk“ geschrieben – Enns führte. Ergänzt wurde die Beschreibung der Bahnstrecke durch Impressionen einer Donaufahrt von Linz nach Wien, womit der Reisende wieder an seinen Ausgangsort der Bahnfahrt zurückgekehrt wäre. Abgeschlossen wird das Büchlein mit Tarifen und Fahrplänen der Eisenbahn.

#### Von Wien bis München
Nach der Vollendung der Westbahn mit Anschluss nach München auf der Bayerischen Maximiliansbahn im Jahr 1860 wurde der Band VII erweitert und beschrieb unter dem Titel Von Wien bis München. Reisehandbuch für alle Stationen der Kaiserin Elisabeth-Westbahn und der k. bair. Staatsbahn nebst Donaufahrt von Passau bis Wien die erweiterte Gesamtstrecke (Gesamtband VII.2). Zwei weitere Eisenbahnkarten, von Linz nach Salzburg und von dort anschließend nach München, ergänzen die Streckenbeschreibung. Die Zahl der Holzstiche hatte sich mit 34 mehr als verdoppelt. Der Ausgangspunkt der Donaurückfahrt lag nun in dem ca. 150 km von München entfernten Passau.

Die fünf, an den im Register angegebenen Stellen auf die Textseiten mit einem schmalen Kleberand aufgeklebten Stahlstiche zu diesem Band, die u. a. Gmunden, St. Wolfgang und Possenhofen ins Bild setzen, zeichnete der Salzburger Künstler Georg Pezolt, gestochen wurden sie von C. Bertrand. Es kommen Exemplare verlagsseitig ohne Stahlstiche vor, bei denen erkennbar das Einkleben unterblieben ist.

#### Zusammenfassende Tabelle der Ausgaben
Alle 3 Titel sind in rotes Leinen gebunden und in der Triester Druckerei des Lloyd gedruckt worden.
| Reihen- nummer | Titel | Auflage Jahr            | Seiten Vorwort | Abbildungen Karten/Pläne | Einband | Titelblatt | Online- Text (Link) |
| IV.            | Von Wien nach Triest. Reisehandbuch für alle Stationen der k.k. Südbahn nebst den Fahrten von Bodenbach, Linz, Pesth nach Wien und von Triest nach Venedig                 | 1. 1858                 | 214 XVII       | 13 Stahlstiche 22 Holzstiche Karte der Südbahn Fahrplan der Südbahn Fahrplan des Österr. Lloyd                                                               |         |            | digital.onb         |
| IV.            | Von Wien nach Triest. Reisehandbuch für alle Stationen der k.k. Südbahn nebst den Fahrten von Bodenbach, Olmütz, Krakau, Linz, Pesth nach Wien und von Triest nach Venedig | 2. 1860                 | 218 XVIII      | 13 Stahlstiche 22 Holzstiche 6 Kärtchen der Südbahn 2 Fahrpläne                                                                                              |         |            |                     |
| IV.            | Von Wien nach Triest. Reisehandbuch für alle Stationen der k.k. Südbahn nebst den Fahrten von Bodenbach, Olmütz, Krakau, Linz, Pesth nach Wien und von Triest nach Venedig | 3. 1865 (1868 Neudruck) | 218 XVIII      | 13 Stahlstiche 22 Holzstiche 6 Kärtchen der Südbahn 2 Fahrpläne                                                                                              |         |            |                     |
| VII.1          | Von Wien bis Linz. Reisehandbuch für alle Stationen der Kaiserin Elisabeth-Westbahn von Linz nach Wien nebst Donaufahrt von Linz bis Wien                                  | 1. 1859                 | 76 VIII        | 15 Holzstiche Eisenbahnfahrplan Wien-Linz Schiffsfahrplan Linz-Wien Gepäcktarif Linz-Wien (Schiff) 1 Eisenbahnkarte                                          |         |            | digital.onb         |
| VII.2          | Von Wien bis München. Reisehandbuch für alle Stationen der Kaiserin Elisabeth-Westbahn und der k. bair. Staatsbahn nebst Donaufahrt von Passau bis Wien                    | 1. 1860                 | 112 VI         | 5 Stahlstiche (auch ohne Stahlstiche vorkommend) 34 Holzstiche 3 Eisenbahnkarten Eisenbahnfahrplan Wien-München Schiffsfahrplan Wien-Passau Fiaker-Fahrtaxen |         |            | digital.onb         |

### Die Orient-Reihe
Eine dritte, ebenfalls dreibändige Reihe war dem Orient gewidmet, die von dem Orientreisenden Moritz Busch verfasst wurde. Von dem Band Aegypten wurde auch eine englische Übersetzung auf den Markt gebracht.

#### Aegypten
Beachtlicherweise begann die Reihe schon 1858 mit dem Titel Aegypten. Reisehandbuch für Aegypten und die angränzenden dem Pascha unterworfenen Länder (Gesamtband III, Orient-Band I). Sein Erscheinen stand im Zusammenhang mit der Eröffnung der Eisenbahnlinie Wien-Triest ein Jahr zuvor, über die die Mittelmeer-Schifffahrtslinie des Lloyd „Triest-Alexandria“ bequem erreichbar geworden war, und war lange vor den ersten Reiseführern von Baedeker für Unter-Ägypten (1877) und Meyer für den Orient (1881) auf dem Markt.
Der in Leipzig bei Giesecke & Devrient gedruckte Titel mit 226 Seiten bildete auf 14 Holzstichtafeln die wichtigsten Sehenswürdigkeiten ab. Die Abbildung der Sphinx nebst Cheops-Pyramide hatte August Löffler gezeichnet. Sie wurde erneut in Buschs Buch „Bilder aus dem Orient“ von 1864 als Frontispiz verwendet. Lithographische Pläne für „Kairo“ und „Aegypten nebst dem nördlichen Nubien“ von Henry Lange sollten den Benutzern die Orientierung im beschriebenen Reisegebiet erleichtern. Es umfasste in Ägypten Alexandria als Eingangspforte nebst seiner Umgebung (u. a. Rosette, Tanta und Damiette), sodann die Landeshauptstadt, die Pyramiden von Giseh und Sakkara, den Nil bis Theben und Assuan sowie bis zum 2. Katarakt (Wadi Halfa, heute: Sudan). Zusätzlich sind ergänzende Touren nach Sues, dem Sinai und nach Jerusalem skizziert.
Dem Band war ein kurzes persönliches Vorwort des Verfassers vorangestellt, in dem er dessen praktischen Ansatz und die Heranziehung der neuesten Literatur, wie Lepsius, Brugsch und Braun, bei der Ausarbeitung hervorhob. In der römisch nummerierten „Allgemeinen Einleitung“ wurden den Reisenden neben Hinweisen zu den Orientreisen im Allgemeinen (Kosten, Reisezeit, Ausrüstung) die Fahrpläne der Lloyd-Dampfer auf den Orientrouten geliefert. In der [speziellen] „Einleitung“ war dann Wissenswertes zu den geo- und ethnographischen Verhältnissen des Landes, seiner Geschichte und Religion, den Hieroglyphen sowie den Reisebedingungen (Währung und Preise, Beherbergung) ausgeführt. Medizinhistorisch sehr interessant erscheint die Thematisierung möglicher Krankheiten, mit denen in Ägypten zu rechnen war. Aus heutiger Sicht höchst erstaunlich wirken dabei die Ausführungen zur gelegentlich ausbrechenden Pest. Danach sei diese nicht ansteckend und „bei Weitem nicht mehr so wie früher“ gefürchtet. Sie könne beim Auftreten erster Symptome mit Brechmitteln bekämpft werden, wohingegen ein Aderlass abzulehnen sei (S. 29, 86: „Nachträge I. Die Ansteckungsfähigkeit der Pest“).
Bei der 1870 unmittelbar nach der Eröffnung des Sueskanals erschienenen 2. Auflage, die nun von der 3. Sektion des Lloyd selbst gedruckt worden war, hatte man zusätzlich eine vom Bibliographischen Institut gelieferte Karte („Isthmus von Suez“) beigebunden, weggelassen waren nun Buschs Vorwort und die Schiffsfahrpläne des ÖL. Der Einband kommt alternativ in dunkelroter Farbe ohne Biedermeierverzierungen (diese nur beim Titel) und dunkelgrüner Farbe mit den Verzierungen vor.
Zum Vergleich: Baedekers Unter-Ägypten von 1877 mit 16 Karten, 29 Plänen sowie 7 Ansichten und 76 Textvignetten sowie Meyers Orient von 1881 mit 8 Karten, 11 Plänen und 42 Textbildern waren vor allem kartographisch deutlich besser ausgestattet als die zweite Auflage des Lloyd für Ägypten.

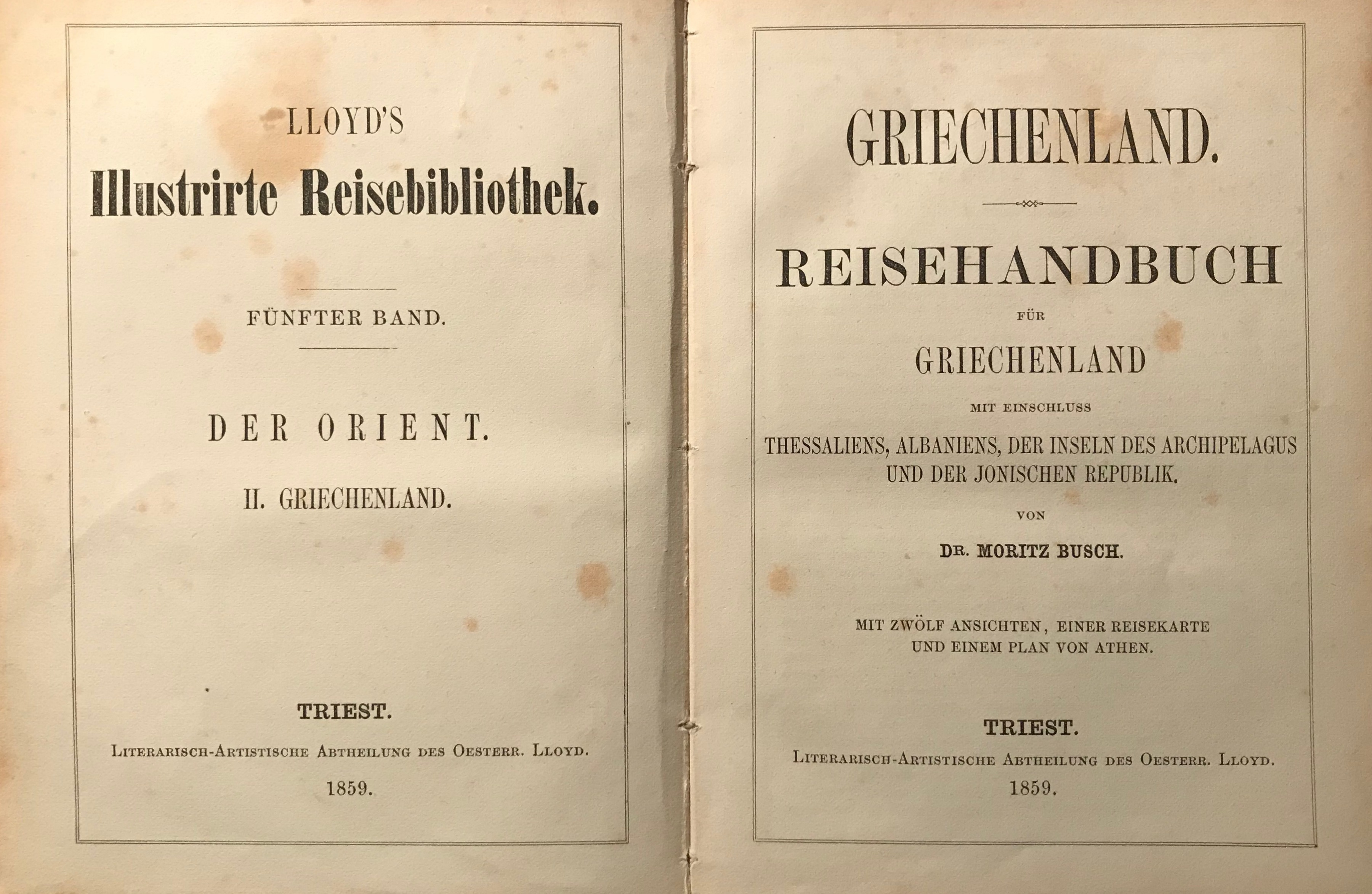
Lloyd’s illustrirte Reisebibliothek. V. Griechenland (1859), Frontispiz und Titelblatt

#### Griechenland
1859 folgte die Ausgabe für Griechenland. Reisehandbuch für Griechenland mit Einschluss Thessaliens, Albaniens, der Inseln des Archipelagus und der Jonischen Republik als Band V der Gesamtreihe (Orient-Band II). Diese bei Otto Wigand in Leipzig gedruckte Ausgabe mit einer XXXVI-seitigen allgemeinen Einleitung für Orientreisende, in die auch Ausflüge in die Umgebung von Triest und nach Venedig aufgenommen waren, nebst Vorwort sowie 217 Textseiten, die eine besondere Einleitung u. a. zur Geografie, Ethnografie, Geschichte und Kunstgeschichte für dieses klassische Reiseland enthielten, war ebenfalls mit – hier 12 – Holzstichtafeln sowie lithographierten Plänen für die griechische Hauptstadt und das Reisegebiet ausgestattet. Beschrieben werden in acht Kapiteln u. a. Athen, Attika, der Peloponnes, Aegina und Albanien.
Laut Buschs Vorwort basierte der Inhalt des Bandes auf einer Griechenlandreise im Frühjahr 1858, die er in Begleitung von Eduard Duboc absolviert und der auch Zeichnungen zu dem Buch geliefert hat. Anderes hat ein nicht genannt sein wollender „Gelehrter in Athen“ beigesteuert. Im Übrigen stützte sich der Verfasser beim Verfassen des Reiseführers auf die bei der Reise mitgeführten Schriften von Ernst Curtius, Johan Louis Ussing, William Martin Leake, der in den Transport der sog. Elgin Marbles von Athen nach England eingebunden war, und Vischer.
In der Einleitung war auch eine Übersicht zu den „Fahrten der Lloyddampfer im Orient“ enthalten. 1871 folgte auch hier eine zweite, im Wesentlichen unveränderte Auflage.

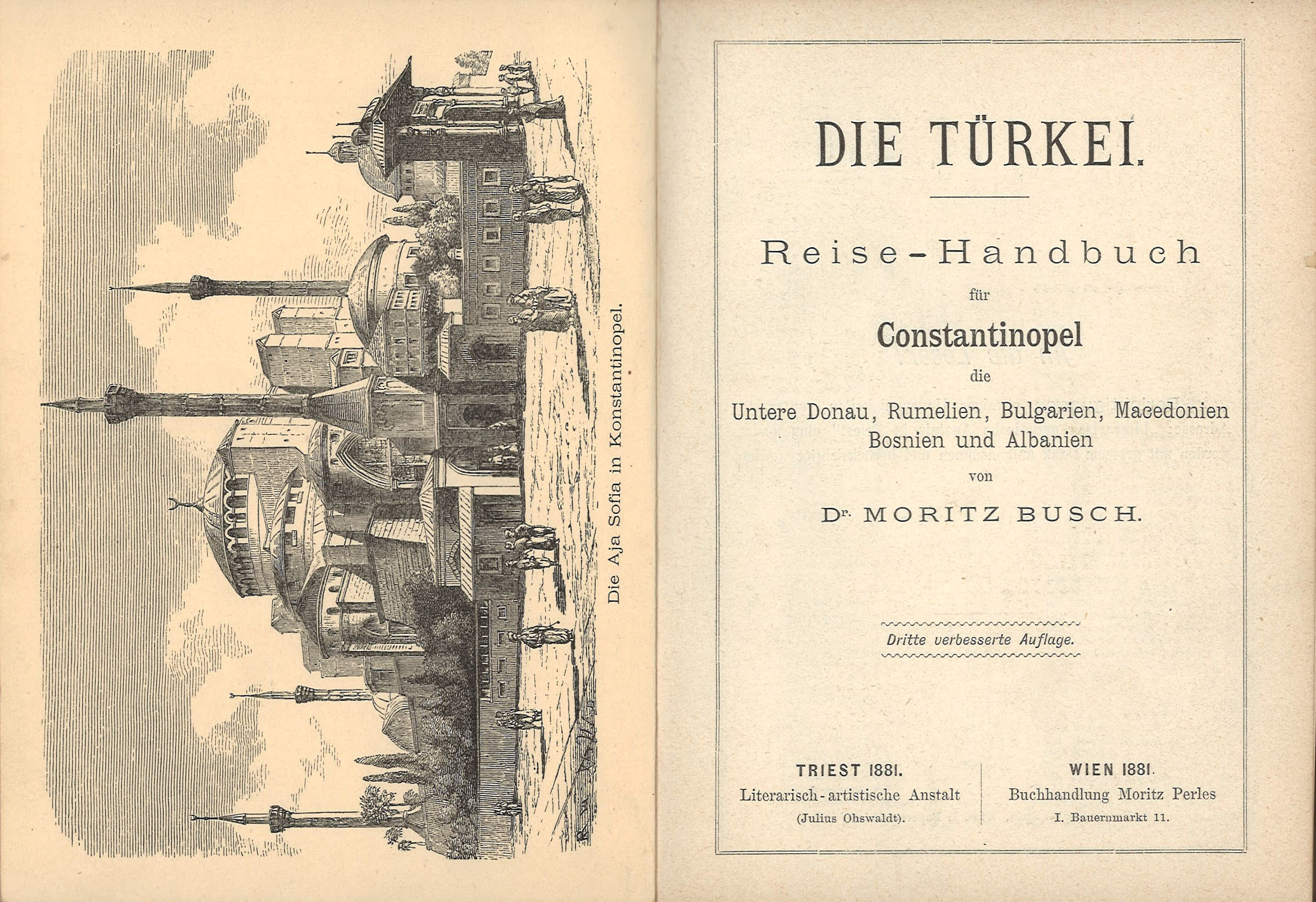
Die Türkei (3. Auflage, 1881 – bereits außerhalb der Reihe)

#### Die Türkei
Schließlich endete die Orient-Reihe Ende 1859 (Redaktionsschluss) mit dem abschließenden 3. Band (Gesamtband VI) Die Türkei. Reisehandbuch für Rumelien, die untere Donau, Anatolien, Syrien, Palästina, Rhodos und Cypern, der alle damals zum Osmanischen Reich gehörenden Gebiete umfasste. Ausweislich des Vorworts trug er „vorzüglich [...] den Bedürfnisse[n] der Pilger nach dem heilgen Lande“ und den „nach Constantinopel Reisende[n]“ Rechnung. Dabei stützte sich Busch beim Verfassen dieses Bands auf die Erfahrungen seiner eigenen Reisetätigkeit von 1859 und auf Ausführungen von Tobler und Robinson sowie von White und „weiteren verlässlichen Reisenden der letzten Jahre“. Die allgemeine Einleitung und der Schiffsfahrplan entsprachen denjenigen des Griechenlandbandes von 1858. Hinsichtlich der Aktualität des Schiffsfahrplans riet er den Lesern, die Lloyd-Agenturen, wie Gebr. Dufour & Comp. (Leipzig), J. A. Boecker (Coeln) oder Wagenseil & Sohn (Augsburg), zu konsultieren.
Der Hauptteil gliederte sich in Reisebeschreibungen von Palästina, Jerusalem, Syrien (einschließlich Zypern und Rhodos), Kleinasien und Constantinopel, der Donaufürstentümer, wie Moldau, Walachei und Serbien, sowie von Bulgarien, Thrakien und Macedonien. Dem Band waren 8 Holzschnitttafeln und ein Grundriss (Grabeskirche) sowie 16 weitere Textillustrationen beigegeben.
Nach der Erstauflage von 1860 erschien eine inhaltlich leicht redigierte 2. Auflage 1870, bei der das kurze Vorwort Buschs und der Schiffsfahrplan weggelassen, jedoch ein „Plan von Constantinopel“ hinzugefügt wurde. Auch in dieser Auflage wird zwar ausführlich eine Tagesreise von Damaskus aus zu den Tempelanlagen von Baalbek beschrieben, jedoch auf eine Besichtigung der Ruinen von Palmyra, die in jüngster Zeit durch den IS-Terror stark in Mitleidenschaft gezogen wurden, verzichtet, weil das zum Schutz vor Räubern erforderliche Beduinen-Geleit mit Kosten von 50 Napoleons für den normalen Reisenden nicht erschwinglich war.
Die letzte Auflage von 1881, die vom Lloyd zusammen mit dem Wiener Verlag von Moritz Perles veranstaltet wurde und die keinen Hinweis auf die „Illustrirte Reisebibliothek“ mehr enthielt, beschränkte ihre Beschreibung auf die Türkei und den Balkan – der Nahe Osten fehlte also. Sie hatte zwar nun ein Frontispiz mit der Abbildung der Hagia Sophia – diese war in den Vorauflagen noch in den Text eingebunden –, aber neben zwei Kärtchen (Konstantinopel und Bosporus) sowie einer zusätzlichen Türkei-Kartei war ihr nur noch eine weitere Textabbildung beigegeben worden, auch war die Fadenbindung einer Klammerheftung gewichen.

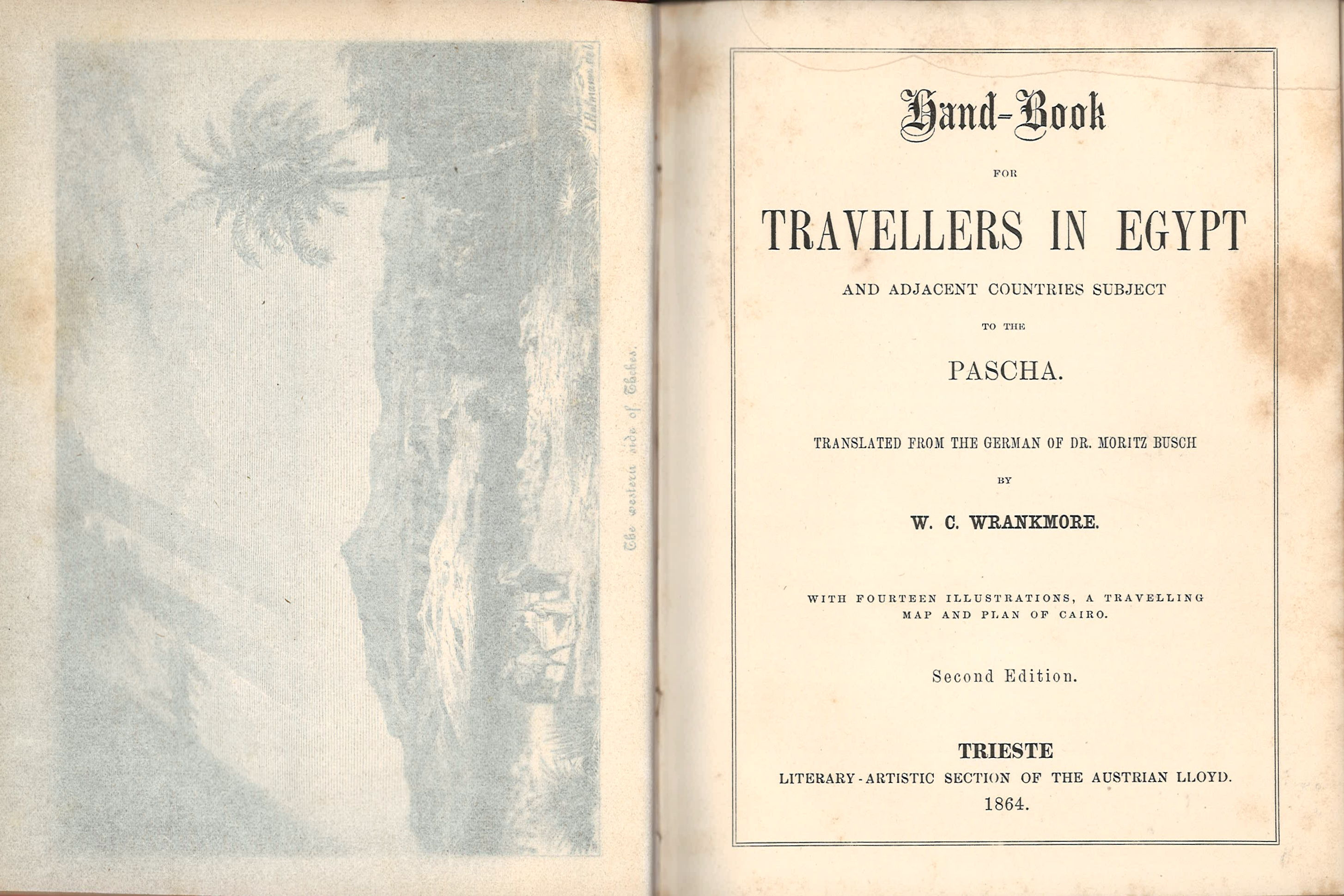
Hand-Book for travellers in Egypt (2. Auflage, 1864), Titelseite und Frontispiz

#### Egypt
Zeitgleich mit der deutschen Erstauflage von „Aegypten“ 1858 wurde auch der von W.C. Wrankmore ins Englische übersetzte Band unter dem Titel Hand-book for travellers in Egypt and adjacent countries subject to the Pasha, verlegt bei der Literary–artistic Section of the Austrian Lloyd, Trieste, bei identischer Ausstattung vorgelegt. Hier liegen auch Bände mit einem Titelblatt vor, bei dem als Verlag Trübner & Co., London, angegeben wurde. 1864 folgte eine zweite Auflage. In beiden Fällen war der Druck an das Leipziger Unternehmen F. A. Brockhaus vergeben worden. Obwohl in den anderen Druckerzeugnissen des Lloyd lebhaft Werbung für diese Ausgabe gemacht wurde und sie unter die Bände von „Lloyd’s illustrirte[r] Reisebibliothek“ eingereiht war, wies der Band auf den Schmutztiteln keine Zugehörigkeit zu der ansonsten nur deutsch- und französischsprachig verlegten Reihe aus. Offensichtlich stellte der Band ein besonderes Angebot an britische Touristen dar, die nach der Schiffspassage des Ärmelkanals mit der Eisenbahn ohne umsteigen zu müssen den Adriahafen Triest und danach mit Lloyd-Dampfern direkt Ägypten – damals ein beliebtes Reiseziel der Briten – erreichen konnten. Selbstredend nutzten auch Reisende aus den USA und Kanada dieses Buch, so dass es heute in dortigen Bibliotheken zu finden ist.

#### Zusammenfassende Tabelle der Ausgaben
| Reihen- nummer Orient (Gesamt) | Titel | Auflage Jahr | Druckerei                   | Seiten Vorwort     | Einband- varianten    | Illustrationen Karten/Pläne          | Einband (Auswahl) | Titelblatt | Online- Text (Link)              |
| I. (III.)                      | Aegypten. Reisehandbuch für Aegypten und die angränzenden dem Pascha unterworfenen Länder von Dr. Moritz Busch                                          | 1. 1858      | Giesecke & Devrient Leipzig | 188 XXXVIII        | rot/rosa              | 14 Aegypten, Kairo                   |                   |            | archive.org                      |
| I. (III.)                      | Aegypten. Reisehandbuch für Aegypten von Dr. Moritz Busch                                                                                               | 2. 1870      | Österr. Lloyd Triest        | 244 VIII           | rot/rosa Zierrahmen   | 16 Aegypten, Kairo, Isthmus von Suez |                   |            | archive.org                      |
| I. (III.)                      | Aegypten. Reisehandbuch für Aegypten von Dr. Moritz Busch                                                                                               | 2. 1870      | Österr. Lloyd Triest        | 244 VI             | violett grün          | 16 Aegypten, Kairo, Isthmus von Suez |                   |            | archive.org                      |
| II. (V.)                       | Griechenland. Reisehandbuch für Griechenland mit Einschluss Thessaliens, Albaniens, der Inseln des Archipelagus und der Jonischen Republik              | 1. 1859      | Otto Wigand Leipzig         | 217 XXXVI          | rot/rosa              | 12 Griechenland, Athen               |                   |            | archive.org                      |
| II. (V.)                       | Griechenland. Reisehandbuch für Griechenland mit Einschluss Thessaliens, Albaniens, der Inseln des Archipelagus und der Jonischen Republik              | 2. 1871      | Otto Wigand Leipzig         | 217 XXXVI          | rot/rosa              | 12 Griechenland, Athen               |                   |            | books.google.de                  |
| III. (VI.)                     | Die Türkei. Reisehandbuch für Rumelien, die untere Donau, Anatolien, Syrien, Palästina, Rhodus und Cypern                                               | 1. 1860      | Österr. Lloyd Triest        | 286 XXXV           | rot/rosa              | 24 Constantinopel, Bosporus          |                   |            | books.google.de (nur Titelblatt) |
| III. (VI.)                     | Die Türkei. Reisehandbuch für Rumelien, die untere Donau, Anatolien, Syrien, Palästina, Rhodus und Cypern                                               | 2. 1870      | Österr. Lloyd Triest        | 331 VIII           | rot                   | 24 Constantinopel, Bosporus          |                   |            | archive.org                      |
| III. (VI.)                     | Die Türkei. Reisehandbuch für Rumelien, die untere Donau, Anatolien, Syrien, Palästina, Rhodus und Cypern                                               | 2. 1870      | Österr. Lloyd Triest        | 331 VIII           | rosa Zierrahmen       | 24 Constantinopel, Bosporus          |                   |            | archive.org                      |
| ohne                           | Die Türkei. Reisehandbuch für Constantinopel, Rumelien, Bulgarien, Macedonien, Bosnien und Albanien                                                     | 3. 1881      | W. Stein Wien               | 232 VI 2 (Werbung) | rot                   | 2 Türkei, Konstantinopel, Bosporus   |                   |            |                                  |
| ohne                           | Die Türkei. Reisehandbuch für Constantinopel, Rumelien, Bulgarien, Macedonien, Bosnien und Albanien                                                     | 3. 1881      | W. Stein Wien               | 232 VI 2 (Werbung) | karmin rot Zierrahmen | 2 Türkei, Konstantinopel, Bosporus   |                   |            |                                  |
| ohne                           | Egypt. Hand-Book for travellers in Egypt and adjacent countries subject to the Pascha translated from the German of Dr. Moritz Busch by W. C. Wrankmore | 1. 1858      | F. A. Brockhaus Leipzig     | 181 XXXIII         | rot                   | 14 Egypt and Northern Nubia, Kairo   |                   |            | books1.scholarsportal.info       |
| ohne                           | Egypt. Hand-Book for travellers in Egypt and adjacent countries subject to the Pascha translated from the German of Dr. Moritz Busch by W. C. Wrankmore | 2. 1864      | F. A. Brockhaus Leipzig     | 181 XXXIII         | rot                   | 14 Egypt and Northern Nubia, Kairo   |                   |            |                                  |

### Werbung für die Reisebibliothek und weitere Ausgaben der Literarisch-artistischen Abtheilung des ÖL
Das Angebot lieferbarer Bände präsentierte der Verlag häufig direkt in den Reisehandbüchern. Bei den Broschuren und Pappbänden wurden dazu die Einbandrückseiten bedruckt. In den gebundenen Bände kommen Angebotslisten vor, die auf die Buchspiegel geklebt oder direkt in den Buchtext eingebunden wurden.

Varianten der Reihenwerbung
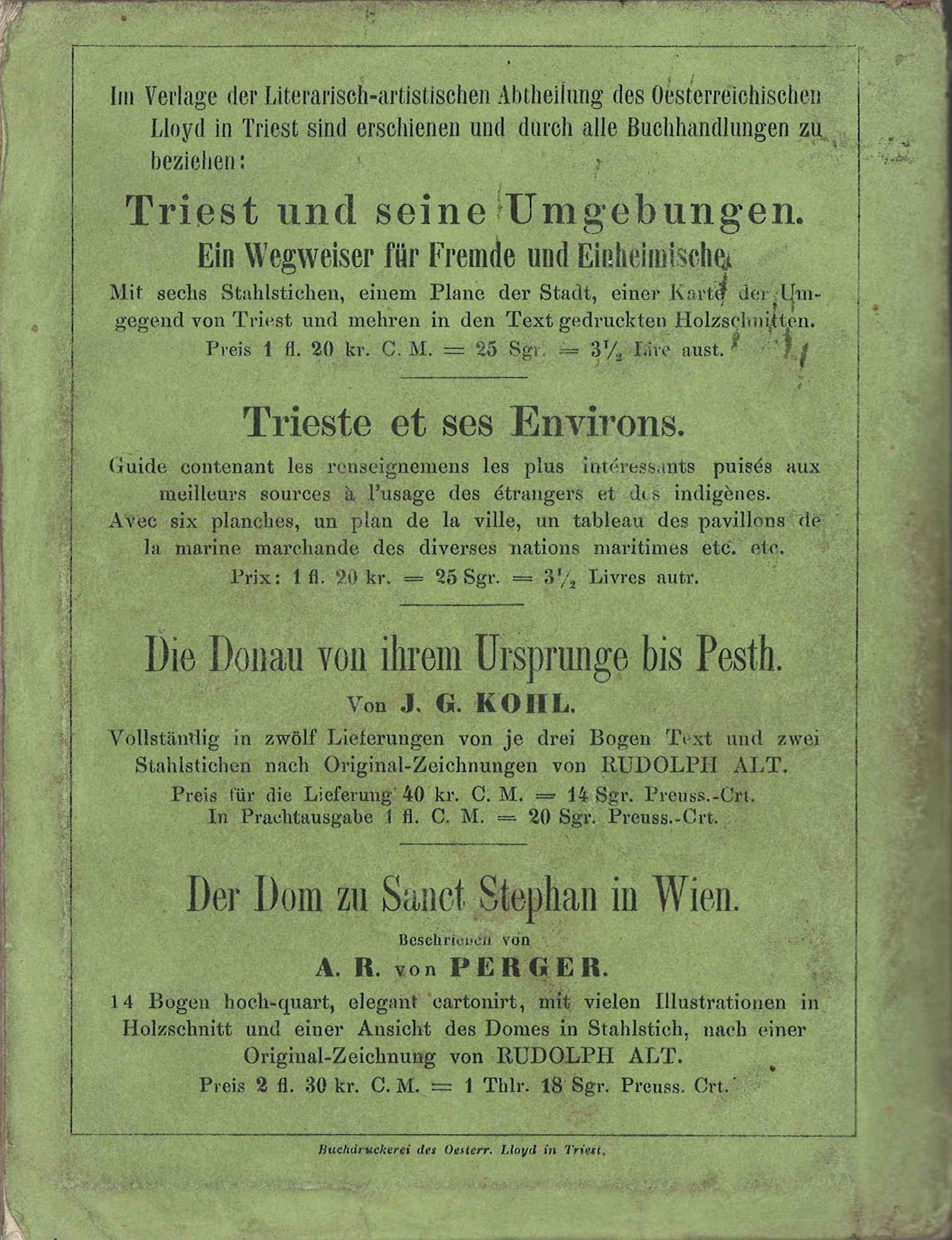
Werbung auf der Einbandrückseite (Venedig, 1854)
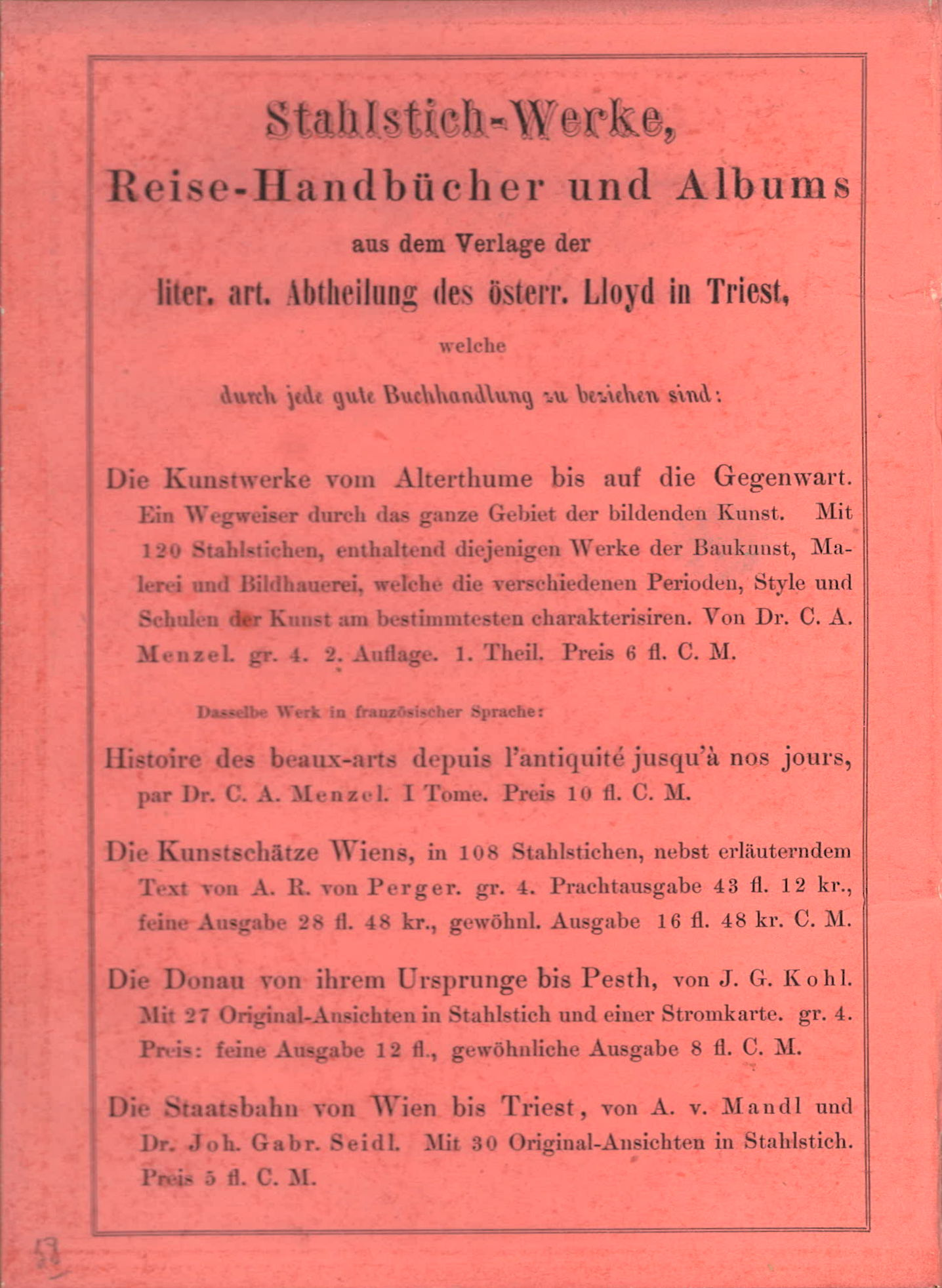
Eingeklebte Angebotsliste I (Venedig, 1857)
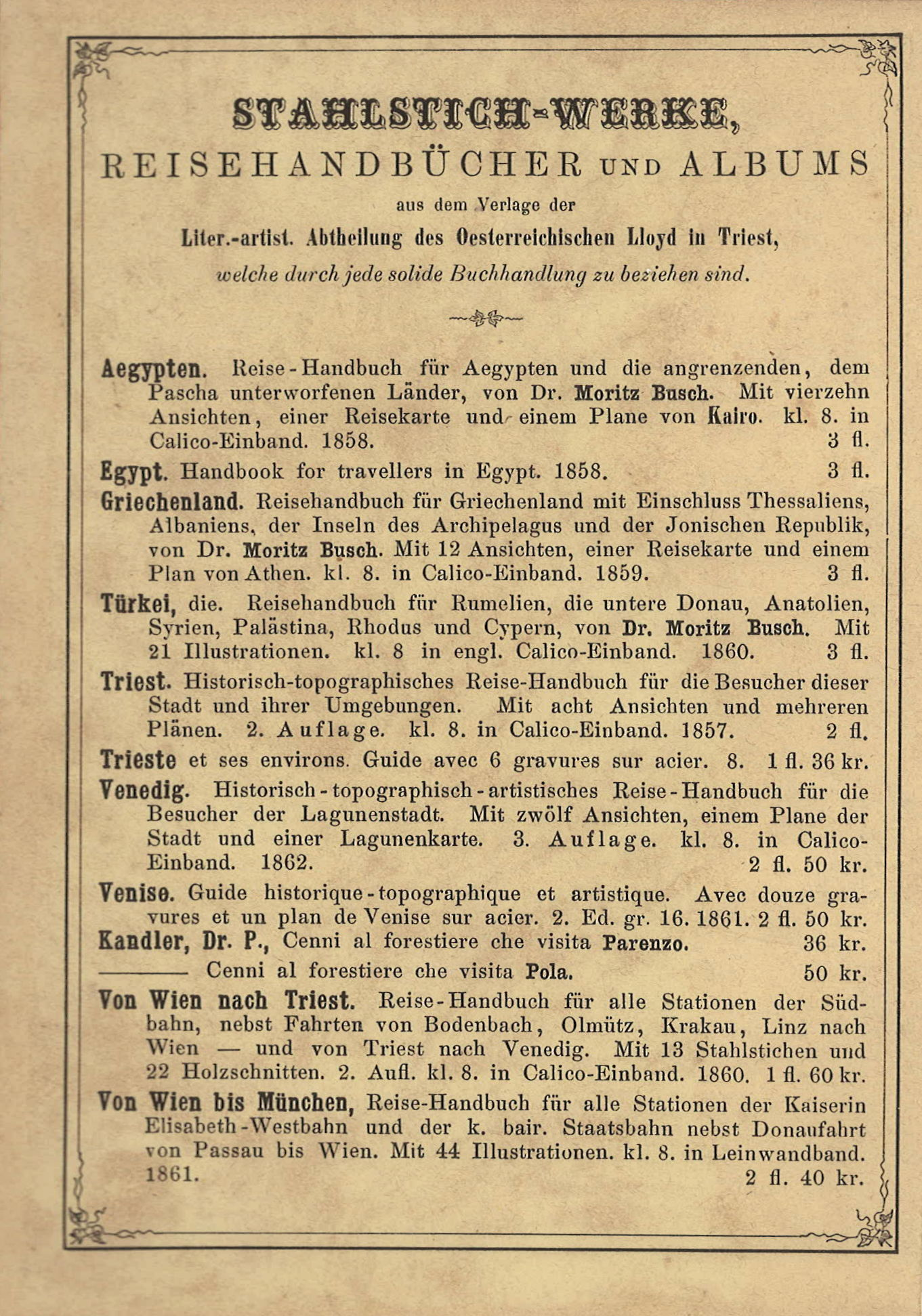
Eingeklebte Angebotsliste I (Triest, 1857)
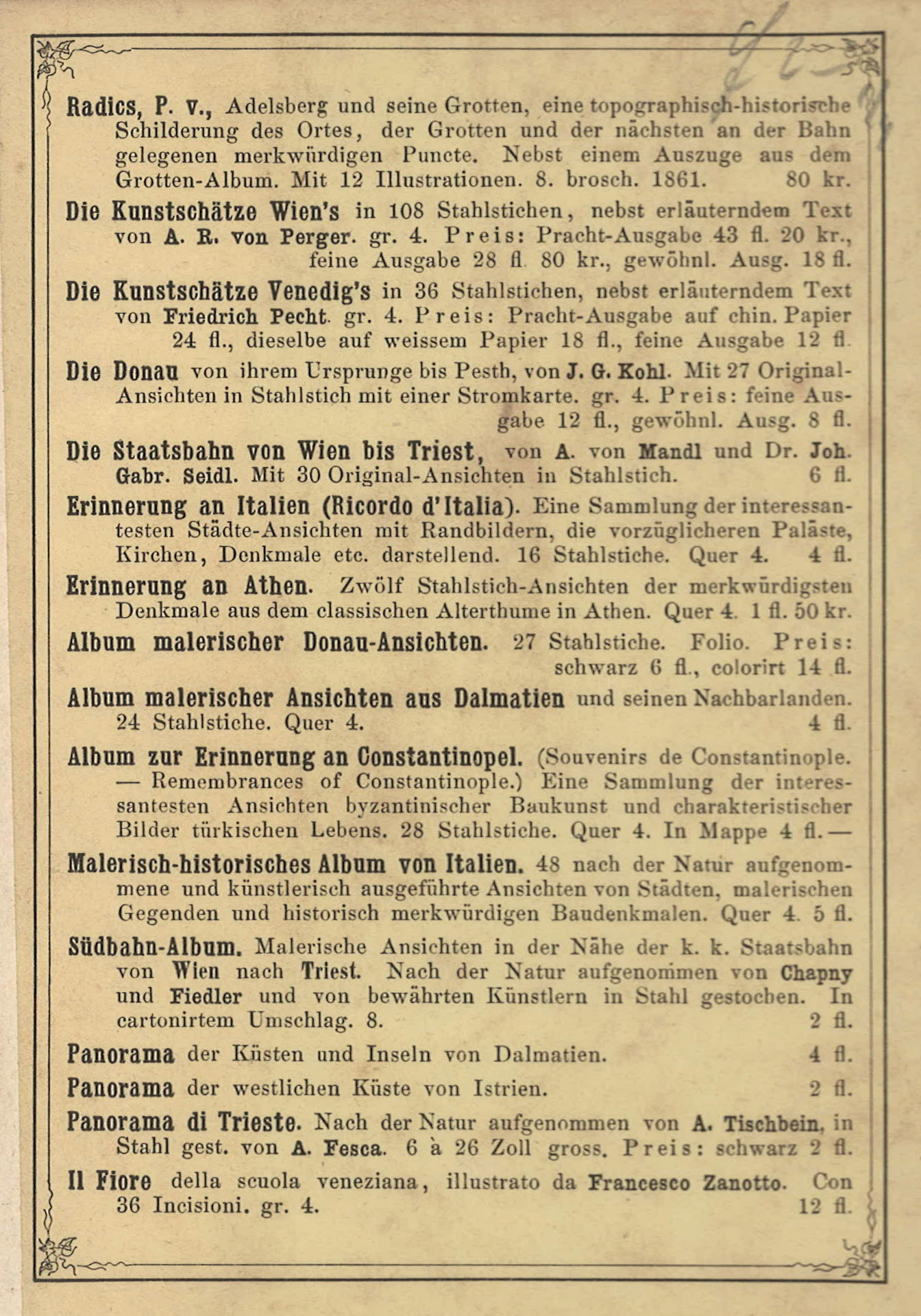
Eingeklebte Angebotsliste II
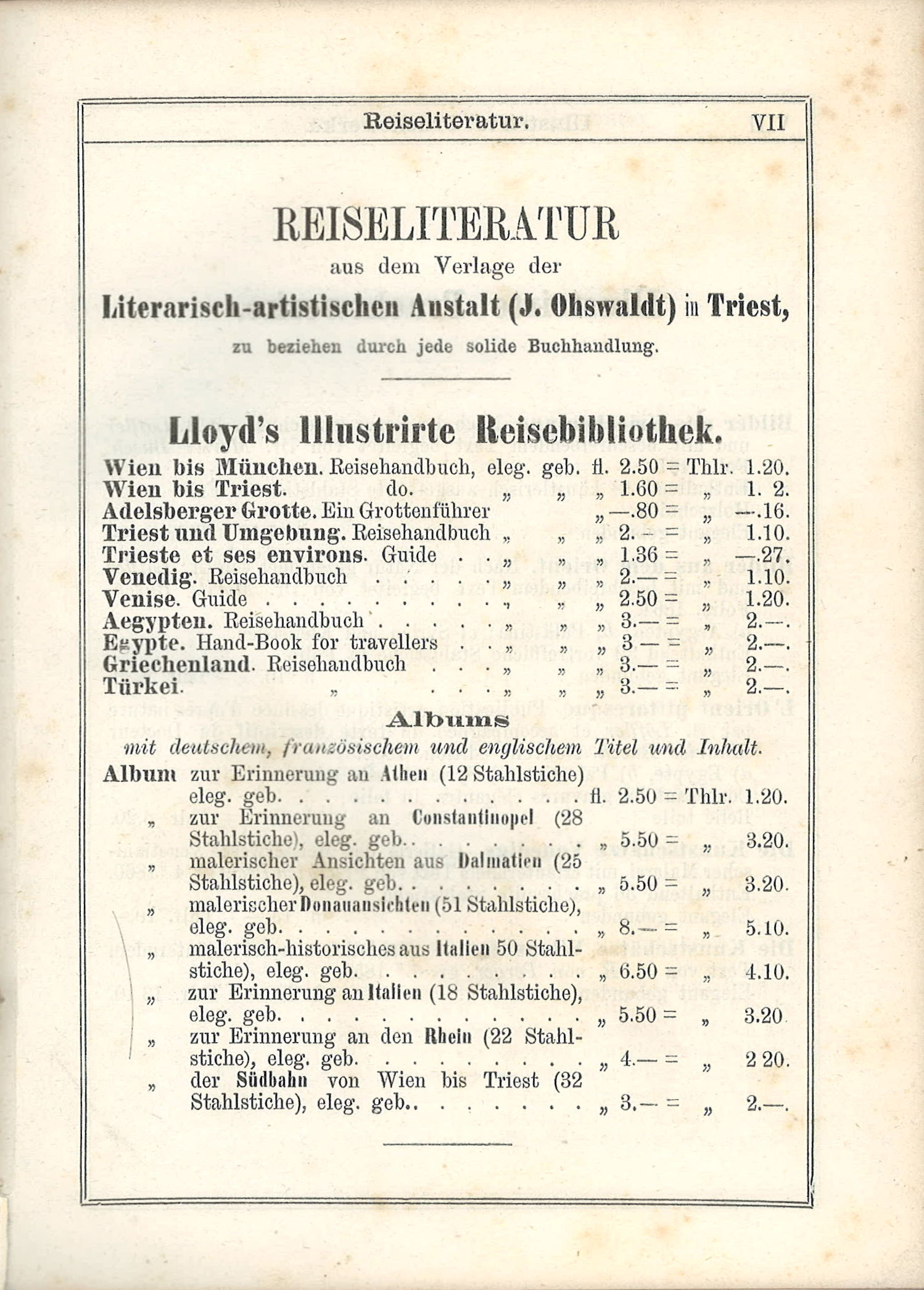
Angebotsliste im Text (Aegypten, 1870)

Die lieferbaren Titel waren zusammen mit anderen Publikationen des Lloyd auch im Leipziger Börsenblatt aufgelistet.

## Offizielles Reisehandbuch der Dampfschiffahrtsgesellschaft

### Deutschsprachige Ausgaben

#### Vorbemerkungen
Anfang des 20. Jahrhunderts wurde erneut vom Österreichischen Lloyd eine Reisehandbuchreihe herausgegeben, die ursprünglich alle vom Lloyd befahrenen Schiffslinien beschreiben sollte. Chefredakteur der letztlich nur vierbändigen Reihe in einer ersten Abteilung mit dem Bandtitel „Officielles Reisehandbuch. Der Oesterreichische Lloyd und sein Verkehrsgebiet“ war Hugo Bürger (d. i. Hugo Lubliner); die weiteren, nicht erschienenen Abteilungen dürften für den Fernen Osten, Südamerika und Ostafrika, wohin Schiffsverbindungen des Lloyd bestanden hatten, geplant worden sein.
Ausgestattet wurden die in erster Linie für die Passagiere des Österreichischen Lloyd konzipierten Führer mit einer zumeist von der Wiener Firma C. Angerer & Göschl gelieferten Landkarte des behandelten Reisegebiets und Schiffsfahrplänen, die in einer Leinenschlaufe des Hinterspiegels herausnehmbar beilagen. Ungeachtet der abgehandelten unterschiedlichen Reisegebiete liegen aber allen Bänden die gleichen Schiffsfahrpläne lose bei, nämlich für den Adriatischen Dienst, den Levante- und Mittelmeerdienst sowie die Linien von Triest nach Fernost (Bombay, Kobe, Calcutta), mit denen den Nutzern ein Überblick über das gesamte Passagierlinienangebot des Lloyd um die Jahrhundertwende geliefert wird. Für die beiden Ausgaben von 1902 wurden sie teilweise aktualisiert. Im illustrativen Bereich haben Fotografien der Reiseziele die noch vor einem Vierteljahrhundert bei Reiseführern des Lloyd üblichen Stahl- und Holzstiche bzw. Lithographien vollständig abgelöst. Am Ende der Bände war stets ein umfangreicher Werbeteil enthalten, dessen Inserenten mit geringen Abweichungen bei allen Bänden identisch waren. 
Der Einband aus stabiler Pappe war in den damals vorherrschenden Formen des Jugendstils gestaltet; die dort verwendeten Schreibweisen der Länderbezeichnungen weichen teilweise von den Titelblättern ab. Bislang ist nur beim Ägypten-Band ein offizieller roter Ledereinband mit Text und Verzierungen in goldenem Prägedruck aufgetaucht; das inhaltlich mit der Normalausgabe völlig identische Buch hat auch einen goldenen Buchschnitt.
In den Vorworten der ersten beiden Bände wurde darauf hingewiesen, dass im Interesse einer größeren Handlichkeit der jeweilige Bandinhalt der Gesamtausgabe parallel zu dieser auch auf kleinere Bändchen aufgeteilt wurde. Die Gesamtauflage beider Ausgaben sollte 100.000 Exemplare betragen, und sie sollten in Deutsch, Englisch, Französisch und Italienisch erscheinen. Nachweise für die Teilbände liegen nicht vor.
Die Gesamtausgabe erschien dagegen in den vier genannten Sprachen, dürfte aber bei den fremdsprachigen Titeln jeweils über die ersten beiden Bände nicht hinausgekommen sein. Angaben zu den Übersetzern sind den Bänden nicht zu entnehmen.
Im Impressum fehlt das Erscheinungsjahr; es ergibt sich aber aus dem jeweiligen redaktionellen Vorwort. Diese Bände gehörten ausweislich des Vorworts zu Constantinopel und Umgebung zu einer ersten Abteilung. Dementsprechend sollte wohl, wie auch sein abgebildeter Einband bei der Länderaufzählung nach Griechenland belegt, eine weitere Abteilung Ausgaben für Länder des Fernen Ostens, Afrikas und Südamerikas präsentieren; realisiert wurden diese Titel aber nicht.
Die nachfolgend beschriebenen Ausgaben sind nachgewiesen, die sämtlich von der Dampfschiffahrts-Gesellschaft des Österreichischen Lloyd mit den Verlagsorten „Wien-Brünn-Leipzig“ und der Angabe „Druck und Verlag Rudolf M. Rohrer“ verlegt wurden:

### Deutschsprachige Ausgaben

#### Istrien, Dalmatien, Herzegowina und Bosnien
Der Auftaktband der Reihe von 1901 liefert einführend einen Abriss der Geschichte des Oesterreichischen Lloyd ab 1832. Er endet mit einer Beschreibung und virtuellen Besichtigung des damals neuesten Dampfers, der Erzherzog Franz Ferdinand, einem Ausblick auf die Fertigstellung der gerade im Bau befindlichen Austria, beides Schiffe mit über 6.000 BRT, und einer Aufstellung der aus 66 Schiffen bestehenden Lloyd-Flotte. Danach wird auf 20 Seiten ausführlich Triest mit dem Lloydpalais, dem Lloyd-Arsenal und dem Hafen vorgestellt, das Ausgangsort für so viele Adria-Reisen des ÖL war, bevor der Band mit seinen Reisebeschreibungen, die zum großen Teil von Josef Stradner verfasst wurden, der Adriaküste nach Süden bis nach Sarajevo, der bosnischen Hauptstadt, folgt. Als Fotograf der Illustrationen zu Dalmatien ist der Lloyd-Präsident Victor Freiherr von Kalchberg (1843–1924) genannt. Der Kaufpreis des Bands betrug 1 Krone.

#### Aegypten
Dem im selben Jahr erschienenen Band „Aegypten“ – auf dem Bucheinband „Egypten“ geschrieben – ist als einzigem ein Frontispiz, ein Porträtfoto des Khedive Abbas II., beigegeben. Praktischen Reisezwecken dienen die einführenden „Allgemeine[n] Informationen“ mit der Angabe von Bahn- und Schiffsverbindungen, nach denen auf das Klima des Landes eingegangen wird. Danach wird den Reisenden im Hauptteil in zwei Artikeln das moderne und alte Ägypten vorgestellt. Der Großteil des Buchs wurde von dem Bahnbeamten und Eisenbahnhistoriker Peter Friedrich Kupka verfasst. Die lose beiliegende Karte zeigt das Niltal mit dem Sinai und einen „Plan von Cairo“.
Den 219 Seiten zum Thema des Bandes folgt überraschenderweise noch ein Kapitel mit Beschreibungen von österreichischen Kurorten, die sich zu einem Besuch „vor und nach Aegypten“ anbieten, wie die Seebäder Abazzia und Ragusa, die Orte am Gardasee Arco, Riva und Torbole oder die Tiroler Städte Bozen und Meran. Offenbar sollten sich die Reisenden von den Strapazen einer eher bildungsorientierten Orientreise unter schwierigen klimatischen Bedingungen in den heimischen Gefilden erholen oder für eine solche zuvor noch Kraft schöpfen. Der Kaufpreis des Bands betrug 2 Kronen.

#### Palästina, Syrien, Kleinasien
In diesem Band von 1902 stellt die Redaktion im Gegensatz zu den aus ihrer Sicht „fast alle[n] bisherigen Schilderungen des heiligen Landes von protestantischen Schriftstellern“ ausdrücklich ihre am katholischen Glauben orientierte Abhandlung der Reise in das Heilige Land heraus. Sie wollte damit im katholisch geprägten Kaiserreich auch „dem katholischen Empfinden der Mehrheit [ihrer] Leser gerecht […] werden“. Auffällige Differenzen bei der Beschreibung der heiligen Stätten insbesondere in Jerusalem im Vergleich zu anderen damals verbreiteten deutschsprachigen Reiseführern, wie Baedeker oder Meyer, lassen sich jedoch nicht erkennen. Der Kaufpreis des Bands betrug 2 Kronen.

#### Constantinopel und Umgebung, Schwarzes Meer, Griechenland
Einer kurzen Beschreibung des osmanischen Reichs (Staatsverfassung, Verwaltung, Religion und Kultur) folgt der Hauptteil des ebenfalls aus dem Jahre 1902 stammenden Bandes mit einer ausführlichen Beschreibung Konstantinopels. Danach werden die Küste des Schwarzen Meers (Constantza – von dort wird ein Ausflug nach Bukarest gemacht –, Odessa, Batumi) und die Halbinsel Krim beschrieben. Auf der lose beiliegenden Karte sind der Ostbalkan, die damalige Westtürkei (Griechenland) und das Schwarze Meer mit Südrussland sowie Konstantinopel (Übersichtsplan) abgebildet. Die Rückreise führt dann über Griechenland und Korfu nach Triest, wobei für die Details der Adriafahrt auf Band I verwiesen wird. Der Kaufpreis des Bands betrug 1,50 Kronen.

#### Zusammenfassende Tabelle der Ausgaben
| Reihen- nummer | Titel                                                     | Jahr | Seiten (davon Werbung) | Illustrationen Karten/Pläne                                                         | Einband | Titelblatt | Link zum Online-Text          |
| I.             | Istrien, Dalmatien, Herzegowina und Bosnien               | 1901 | 166 (28)               | 91 Illustrationen 3 Fahrpläne Karte: Adriaküste Plan: Triest                        |         |            | asa.archiviostudiadriatici.it |
| II.            | Aegypten                                                  | 1901 | 272 (28)               | 102 Illustrationen 3 Fahrpläne Karte: Nordägypten Plan: Kairo Frontispiz: Abbas II. |         |            |                               |
| II.            | Aegypten                                                  | 1901 | 272 (28)               | 102 Illustrationen 3 Fahrpläne Karte: Nordägypten Plan: Kairo Frontispiz: Abbas II. |         |            |                               |
| III.           | Palästina, Syrien, Kleinasien                             | 1902 | 206 (28)               | 40 Illustrationen 3 Fahrpläne Karte: Palästina, Kleinasien Plan: Jerusalem          |         |            |                               |
| IV.            | Constantinopel und Umgebung, Schwarzes Meer, Griechenland | 1902 | 280 (44)               | 54 Illustrationen 3 Fahrpläne Karte: Schwarzmeeranrainer Plan: Konstantinopel       |         |            |                               |

### Englischsprachige Ausgaben
Wohl nur von den Bänden I und II erschienen englischsprachige Versionen unter den Titeln Istria, Dalmatia, Herzegovina and Bosnia (166 Seiten) und Egypt (264 Seiten), jeweils mit der Reihenangabe The Austrian Lloyd and the Territory Along Its Route. Official Guide-Book of the Steamship Company. Die Bände tragen die Jahresangabe 1901 bzw. 1902 im Vorwort.

### Französischsprachige Ausgaben
Die beiden vorgenannten Ausgaben liegen auch in französischsprachigen Varianten von 1901 unter den Titeln Istrie, Dalmatie, Herzégovine et Bosnie (166 Seiten) und Egypte (264 Seiten) mit der Reihenangabe Le Lloyd Autrichien et les contrées visitées par ses lignes. Guide officiel des voyages vor. Auch hier sind bislang keine weiteren Reihentitel bekannt geworden.

### Italienischsprachige Ausgabe
Schließlich findet sich mit der Reihenangabe Il Lloyd austriaco ed i paesi dei suoi itinerari. Manuale ufficiale di viaggio der Band I auch in einer Übersetzung ins Italienische Istria, Dalmazia, Erzegovina e Bosnia, der auch in der Bibliothek der Università degli Studi di Trieste vorhanden ist. Hier fehlt noch der Nachweis des Ägypten-Bands.

## Entwicklung nach dem Ersten Weltkrieg
Die Stadt Triest fiel zusammen mit seinem Umland nach dem Ersten Weltkrieg an Italien. Der Österreichische Lloyd, italienisch „Lloyd Austriaco“ genannt, der von 1919 bis 1921 unter staatlicher italienischer Verwaltung stand, erhielt den Namen Lloyd Triestino. Unter „neuer Flagge“ wurden nur noch kleinere, meist kurzlebige Reiseführer und -informationen, wie das Handbook of Informations for Passengers to India and Eastern Asia (1922, englisch), Ägypten, Sudan, Palästina und Nachbarländer. 1927–1928 oder der Reiseführer zur See. Mittelmeer. Die Stätten der Vergnügungsreisen (1935), verlegt.

## Reprints und Online-Digitalisate
Von verschiedenen Verlagen wurden zu einzelnen Titeln in den letzten Jahren Faksimile-Reprints bei im Format reduzierten Kartenreproduktionen vorgelegt; aber auch broschierte Nachdrucke in einfacher Ausstattung erschließen dem heutigen Leser zumindest den vollständigen Bandinhalt in Buchform zusätzlich zu den von Bibliotheken und Internetanbietern bereitgestellten Digitalisaten.